# Azcapotzalco
Azcapotzalco (pronunciado en español /aːskapoˈtsaɬko/ⓘ, y en náhuatl aːskapoːˈt͡saɬkoⓘ) (del náhuatl: Askapotsalko ‘En los montes de hormigas’‘askatl, hormiga; potsalli, montículo; -ko, locativo’) es una de las dieciséis demarcaciones territoriales de la Ciudad de México. Localizada en la zona norte-poniente de la capital mexicana, limita al norte con el municipio de Tlalnepantla de Baz y al poniente con Naucalpan de Juárez, ambos del Estado de México; al sur y suroeste con Miguel Hidalgo, al suroriente y sur con Cuauhtémoc y al oriente con Gustavo A. Madero. Representa el 2.20 % de la superficie del territorio capitalino.

## Toponimia
Azcapotzalco es una expresión náhuatl que significa "en el hormiguero". Askatl significa hormiga, potsalli, montículo, y -ko, el sufijo locativo. Deriva del mito de Quetzalcóatl, que narra como dicha deidad descendió en forma de hormiga al inframundo por granos de maíz para dárselos a la humanidad para que los sembraran y se alimentaran. Otros grafías que representan la mismo que Azcapotzalco son: Axcapotzalco, Azcapuzalco y Ezcapuzalco.

### Glifo

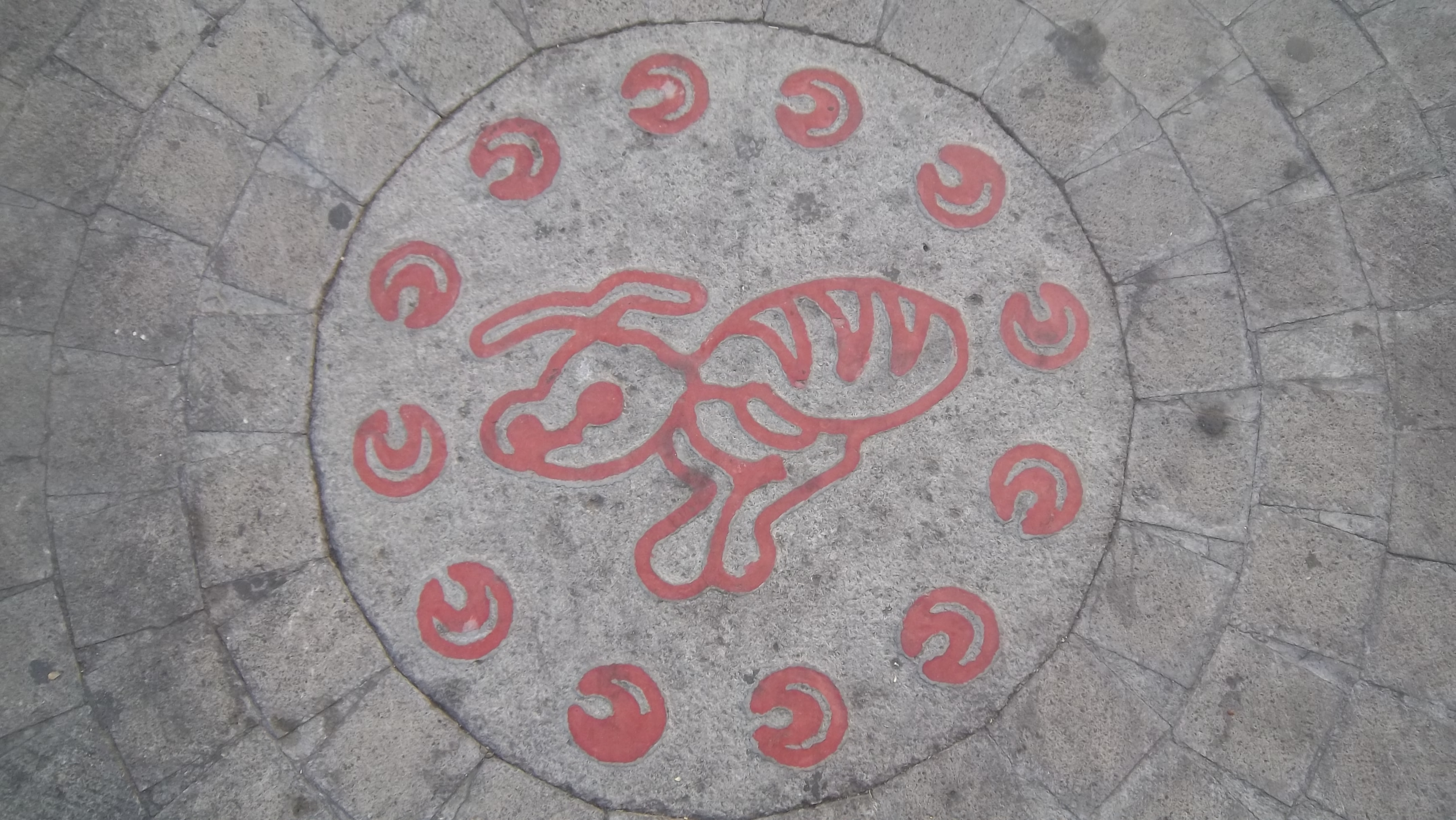
Topónimo de Azcapotzalco.

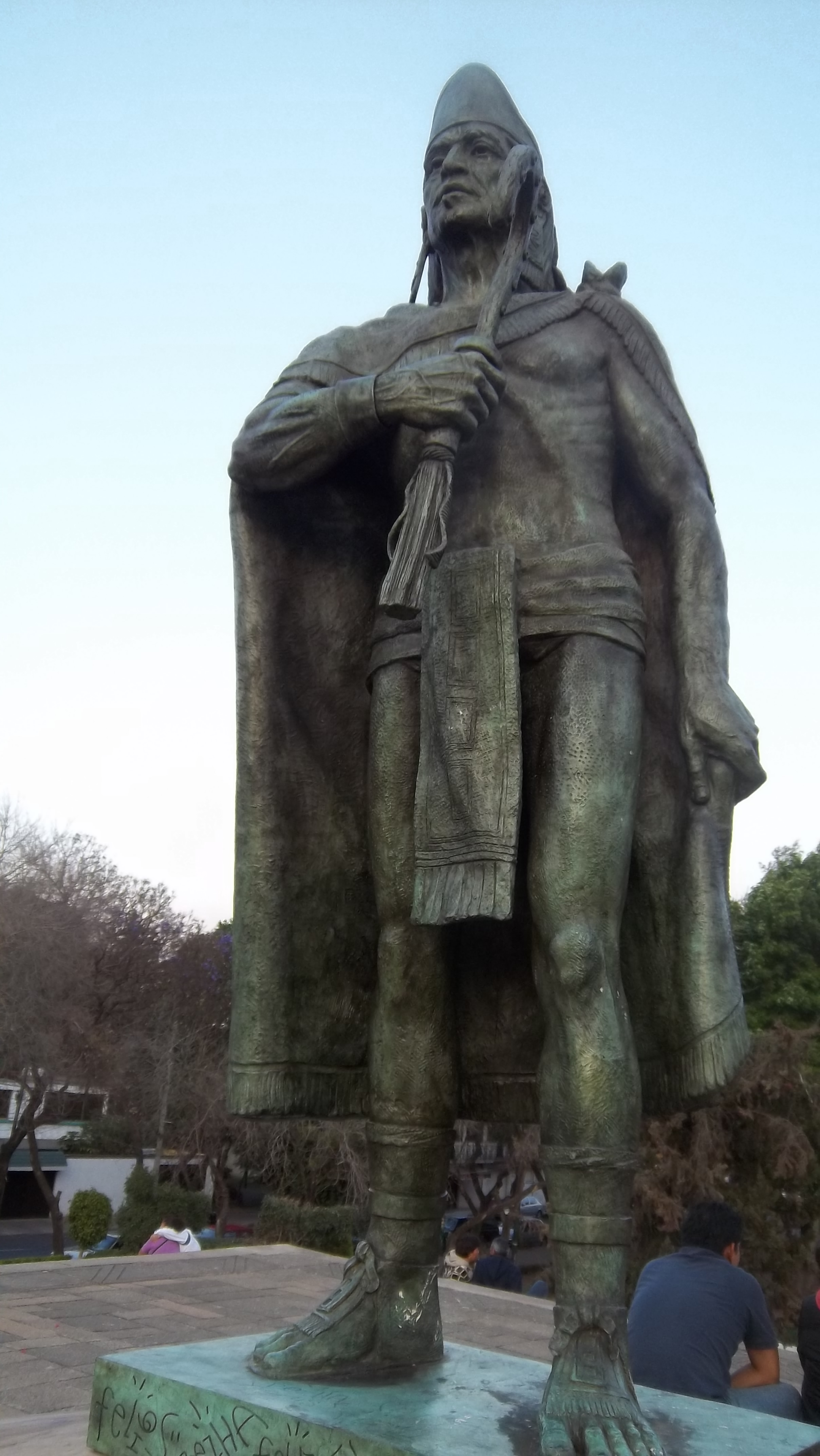
Escultura de Tezozómoc, tlatoani del altépetl tepaneca Azcapotzalco en el.

Dada la importancia histórica del altépetl de Azcapotzalco en la historia del periodo Posclásico y en la Cuenca de México los últimos dos siglos de la existencia mesoamericana, el glifo de Azcapotzalco, una hormiga sobre un montículo, aparece en documentos históricos como el Códice Xólotl, el Códice Mendocino, la Matrícula de Tributos y esculturas como la Piedra de Tízoc.

## Gentilicio
El gentilicio de los habitantes es "azcapotzalquense". Otro gentilicio tradicional de origen incierto es "chintololo, a". Pero de acuerdo a Luis Cabrera, en su Diccionario de Aztequismos,[cita requerida] el término se compone de los radicales tzintli (carne o nalgas) y tololo (de gran tamaño como en tololoche). Por lo tanto chintololo y chintololos significan el nalgón o los nalgones. Popularmente se cree que los aztecas eran muy respetuosos y educados; pero solo los dirigentes, nobles y religiosos se conducían así, el resto de los macehuales solía poner apelativos despectivos a las demás culturas que iban dominando.

### Geografía electoral
Clave de la alcaldía: 02
- Distritos electorales locales incluidos totalmente:
  - Distrito electoral Local III: formada con 184 secciones electorales.
  - Distrito electoral Local V: formada con 163 secciones electorales.
  - Distritos electorales locales incluidos parcialmente: 0
- Número de secciones: 347

### Hidrografía
Al noroeste de Azcapotzalco se encuentran las subcuencas del Río Hondo y del Río Chico de los Remedios, y en las cercanías, en progresiva latitud norte, están los ríos San Javier y Tlalnepantla. Los caudales del Río Hondo y de los Remedios, descienden desde las lomas de la sierra de Guadalupe al norte y las sierras de los Remedios y las Cruces al occidente. Al sur, en la colindancia con la alcaldía Cuauhtémoc, corre entubado el Río Consulado.

### Clima
Basada en la clasificación de Köppen.
Temperaturas
El clima predominante es templado, con las clasificaciones Subhúmedo con lluvias en verano de menos humedad C(w0) (88 % del territorio delegacional) y Subhúmedo con lluvias en verano de humedad media C(w1) (11 %).
La temperatura promedio es de 16.9 grados centígrados.
Precipitaciones
La precipitación pluvial promedio es de 766.1 milímetros.

## Historia

### Etapa mesoamericana
Hay evidencia arqueológica de que el área que hoy ocupa la alcaldía Azcapotzalco fue habitada al menos desde el periodo Preclásico formativo (por excavaciones hechas en San Miguel Amantla y Santiago Ahuizotla). En 1912 Manuel Gamio trabajó el área de San Miguel Amantla (siendo las primeras excavaciones en México hechas bajo el método estratigráfico) y estudios más recientes confirmaron que dichos restos humanos y materiales están datados en el apogeo teotihuacano. Durante el periodo Epiclásico, Azcapotzalco figura gracias a la cerámica allí hecha del estilo Coyotlatelco, que marca el fin del poder teotihuacano en el Valle de México. En 1921, Alfred M. Tozzer encontró restos, entre ellos incensarios, de este periodo.
A la llegada de los grupos chichimecas hacia el siglo XIII, los tepanecas, guiados por Matlacóatl, se establecieron en Azcapotzaltongo. De este mismo altépetl, el tlatoani Acolhuacatzin, se casó con una hija de Xólotl, huey tlatoani de Tenayuca, fundando el altépetl de Azcapotzalco a finales del siglo XIII.
Ya gobernando Tezozómoc, hijo de Acolhuacatzin, los tepanecas sometieron a los mexicas, tanto a los tlaltelolcas (gobernados por Hepcoatzin), como a los tenochcas (dirigidos por Acamapichtli), entre otros muchos pueblos del altiplano, e iniciaron una campaña contra los otomíes de Xaltocan, Cuautitlán y Tepotzotlán, expulsándolos de la cuenca y haciéndolos huir hacia Meztitlán. A comienzos del siglo XV, con una agresiva actitud de conquista, gracias a la superioridad de sus ejércitos, y a sus numerosos pueblos sometidos, los tepanecas se hicieron con el control de la totalidad del Valle de México y aun de otros territorios más distantes.
Tras la muerte del anciano Tezozómoc, la sucesión recae en su hijo Maxtla, quien tiene el control total del Valle de México. Sin embargo, una revuelta originada por la resistencia texcocana apoyada por mexicas de Tenochtitlan y de Tlatelolco usando como pretexto el asesinato del tlatoani tenochca, enfrenta de nuevo al poder de Texcoco contra el de Azcapotzalco. Este, sin el apoyo de sus aliados, es derrotado. Nezahualcóyotl, heredero al trono de Texcoco, desterrado por Tezozómoc y perseguido por Maxtla, al triunfo de la revuelta y la caída del poder de Azcapotzalco, acorraló a Maxtla en Coyoacán y lo asesinó con sus propias manos para vengar las afrentas sufridas (aunque esa es solo una de las varias versiones con las que contamos).

Escudo usado por los habitantes de la ciudad de Azcapotzalco, sobre todo en la época virreinal, este escudo es una mezcla de elementos indígenas y españoles, su versión más conocida esta en el "Círculo del Tepanecayotl".

La primera Triple Alianza obtuvo el triunfo y con ello el señorío de Azcapotzalco fue quitado a los tepanecas, quitándole el asiento del tecpan y el nuevo altépetl fue situado en Tlacopan, hoy Tacuba, donde la élite afín a los intereses de México y de Texcoco estableció la nueva casa gobernante. Parte de su población fue obligada a moverse a dicha población.
En el Azcapotzalco se estableció un experimentado grupo de orfebres, varios de los cuales se encontraban al servicio de Moctezuma, la actividad de los orfebres en Azcapotzalco se veía favorecida por la llegada constante de materias primas, productos semiprocesados y objetos terminados a través de complejas redes comerciales y tributarias. En cuanto a la orfebrería de esta ciudad, fray Bernardino de Sahagún dedica buena parte de su monumental obra a la descripción del trabajo de los artistas, a quienes genéricamente llama plateros, de acuerdo con la tradición que en Europa se tenía para nombrar a este gremio de artesanos; los textos de su historia se ven enriquecidos con detalladas escenas que, a manera de viñetas o miniaturas, recrean el laborioso proceso metalúrgico.

### Etapa novohispana
Tras la caída de Tenochtitlan, la ciudad de Azcapotzalco fue dada en encomienda al conquistador Francisco de Montejo, pero con la promulgación de Las Leyes Nuevas, su posesión fue afectada, ya que Montejo era funcionario de la corona. Éste trató de retenerla, alegando que le había sido otorgada como recompensa por Hernán Cortés, pero finalmente pasó a manos de la corona en 1550.
Sin embargo, la muerte de Montejo antes de que la orden real fuera ejecutada permitió a su hija Catalina recibirla en herencia. Ella la conservó hasta su muerte, en 1582.
En la segunda mitad del siglo XVI el rey Felipe II le otorgó un escudo de armas, que originalmente fue pintado y colgado en la hoy Catedral de los Apóstoles Felipe y Santiago el menor.
A principios del siglo XVII la encomienda de Azcapotzalco, junto a la de Toltitlán, fue adquirida por Luis de Velasco II, quien recibió ahí su segundo nombramiento virreinal en 1607, y que recibiría dos años más tarde el título de marqués de las Salinas.
Tras la muerte de Velasco en 1617, el heredero del título de marqués de las Salinas, recibiría la encomienda de Azcapotzalco desde 1620 hasta 1670, cuando pasó a manos del marqués de San Román, pero los tributos de los indios encomendados fueron reasignados a favor de los descendientes de Moctezuma, cuya última titular fue Doña Teresa de Oca y Moctezuma, en 1786.

### SigloXIX
El 19 de agosto de 1821 se libró la última batalla por la Independencia Nacional, comandada por los trigarantes Luis Quintanar y Anastasio Bustamante, acompañados por Encarnación Ortiz. Esta batalla tuvo lugar en lo que hoy es el atrio de la Catedral de Azcapotzalco, para recordar ese acontecimiento en la barda perimetral de la iglesia del lado de Av. Azcapotzalco, hay una pequeña placa que describe de manera muy general el hecho y el año.
En 1854, el entonces presidente Antonio López de Santa Anna le otorgó el título de "Villa de Azcapotzalco de Quintanar y Bustamante". Debido a que en esa batalla falleció el trigarante Encarnación Ortiz, se le erigió un monumento en el atrio.

### SigloXX
En 1910 el general Porfirio Díaz, quien frecuentaba la zona, inauguró la avenida Centenario, primera vialidad en la municipalidad -hoy alcaldía- que tuvo asfalto e iluminación eléctrica con farolas, la cual conserva su trazo original desde el antiguo pueblo de Tacuba hasta el actual centro de la alcaldía Azcapotzalco. Su secretario de gobierno, José Yves Limantour, construyó en dicha vialidad una mansión, sumada al patrimonio arquitectónico de mansiones de estilo art noveau -muchas en estado de deterioro y con la necesidad apremiante de ser intervenidas y catalogadas- que están construidas en esta avenida cruzando la colonia Clavería. A principios de siglo circulaba el tranvía cuya estación principal estaba justo frente de la catedral de Azcapotzalco o en la actual colonia "Villa Azcapotzalco".

## Demografía

### Población
La población total de la alcaldía era en 2020 de 432 205 habitantes.

## Política

### Delegados
| Delegado                          | Periodo     |
| --------------------------------- | ----------- |
| Pascual Bravo Solorio             | 1950 - 1964 |
| Raúl Garza Montemayor             | 1964 - 1970 |
| Héctor M. Calderón Hermosa        | 1970 - 1976 |
| Tulio Hernández Gómez             | 1976 - 1980 |
| Sergio Martínez Cárdenas          | 1980 - 1982 |
| Rodrigo Moreno Rodríguez          | 1982 - 1984 |
| Fernando Garcilita Castillo       | 1984 -1988  |
| David Jiménez González            | 1988 - 1992 |
| Luis Martínez Fernández del Campo | 1992 - 1994 |
| Vicente Gutiérrez Camposeco       | 1994 - 1996 |
| Pablo Casas Jaime                 | 1996 - 1997 |
| Pablo Moctezuma Barragán          | 1997 - 2000 |

### Jefes Delegacionales
- (2000-2003):  Margarita Saldaña Hernández
- (2003):  Miguel Ángel Ocano Opengo
- (2003-2006):  Laura Velázquez Alzúa
- (2006-2009):  Alejandro Carbajal González
- (2009):  Ángeles Huerta Villalobos
- (2009-2012):  Enrique Vargas Anaya
- (2012-2015):  Sergio Palacios Trejo
- (2015-2018):  Pablo Moctezuma Barragán

### Alcaldes
- (2018-2021):  Vidal Llerenas Morales[a]
- (2021-2024):  Margarita Saldaña Hernández
- (2024-2027):  Nancy Marlene Núñez Reséndiz

## Organización territorial
En 1824 la localidad quedó comprendida en la prefectura de México al crearse el Distrito Federal. Hacia 1854 le fue dada la calidad de "Villa". En 1861 quedó como parte del partido de Guadalupe y el 16 de diciembre de 1899 adquirió el carácter de municipalidad.
Según el censo de 1900, en el Distrito Federal existía el Distrito de Azcapotzalco, que a su vez abarcaba las municipalidades de Azcapotzalco y Tacuba.
La Ley de Organización Política y Municipal del Distrito Federal de 1903, eliminó los Distritos, creando trece municipalidades, entre ellas, la de Azcapotzalco, la cual perduró hasta el año de 1928, en que al reformarse el artículo 73 fracción VI, de la Constitución Federal, se suprimió el sistema municipal en el Distrito Federal y la elección democrática de sus autoridades municipales, encomendándose la administración directamente al Ejecutivo Federal, por conducto del llamado Departamento del Distrito Federal. Las facultades de decisión y de ejecución fueron encomendadas a un Jefe del Departamento del Distrito Federal, llamado también Regente, bajo cuya autoridad fueron puestos los servicios públicos y otras atribuciones ejecutivas. El funcionario sería nombrado y removido libremente por el presidente de la República. Asimismo, las funciones legislativas en el Distrito Federal serían facultad exclusiva del Congreso de la Unión, y la función judicial continuaría a cargo del Tribunal Superior de Justicia del Distrito Federal.
En la Ley Orgánica de 1928 se dividió el territorio del Distrito Federal en un Departamento Central (que comprendía Ciudad de México), y en trece delegaciones, entre ellas, la de Azcapotzalco. Las reformas de dicha ley, publicadas en los años de 1941 y 1970, que suprimió y creó nuevas delegaciones, dejaron intacta a Azcapotzalco, pero el número de delegaciones ascendió a 16, siendo en 1970 que se asimiló el término "Distrito Federal" a Ciudad de México (fue en 1992 cuando dicho estatus fue elevado a rango constitucional con la reforma al artículo 122 de la Carta Magna).
En 1987 se inició un proceso de democratización en el Distrito Federal, con la creación de la Asamblea de Representantes del Distrito Federal, un órgano con facultades legislativas y reglamentarias limitadas, seguida de la reforma de 1993, que le dotó de mayores facultades legislativas, así como con la elección indirecta del jefe de Gobierno del Distrito Federal (sustituyendo así al regente del Departamento del Distrito Federal), cuyo nombramiento sería a cargo del Presidente de la República, pero sometido a la aprobación de la Asamblea de Representantes.
Sin embargo, en lo atinente a las delegaciones, estas seguirían siendo administradas por funcionarios designados por el jefe de Gobierno del Distrito Federal.
Fue hasta la reforma de 1997, en que el jefe de Gobierno del Distrito Federal fue elegido por sufragio universal. El candidato ganador en dicha elección fue el ingeniero Cuauhtémoc Cárdenas Solórzano, abanderado del Partido de la Revolución Democrática (PRD), para un período de 3 años, cargo del que se separó para contender por ese mismo partido en la elección presidencial de 2000 (la jefatura del Gobierno quedó a cargo de Rosario Robles). En ese trienio los delegados fueron designados por el jefe de Gobierno, con la aprobación de la Asamblea Legislativa del Distrito Federal, órgano que fue dotado con facultades legislativas plenas, con excepción de ciertas funciones que le fueron reservadas al Congreso de la Unión (autorización de deuda y empréstitos, por ejemplo). En ese trienio fue designado como delegado en Azcapotzalco Pablo Moctezuma Barragán.
De acuerdo con las últimas reformas introducidas al régimen político del Distrito Federal, a partir de 2000, los Delegados en el Distrito Federal son elegidos mediante sufragio universal, por un período de 3 años, sin opción a reelección inmediata, resultando electa para el periodo 2000-2003 Margarita Saldaña Hernández, del Partido Acción Nacional (PAN).
En la contienda electoral delegacional para el periodo 2003-2006, resultó triunfador el Partido de la Revolución Democrática (PRD), con su candidata Laura Velázquez Alzúa; victoria que refrendó en la elección para el periodo 2006-2009, con el candidato Alejandro Carbajal, quien ganó la contienda a Margarita Saldaña, que pretendía elegirse para un nuevo periodo. En las elecciones de 2009, resultó ganador Enrique Vargas Anaya, del PRD.

## Urbanismo

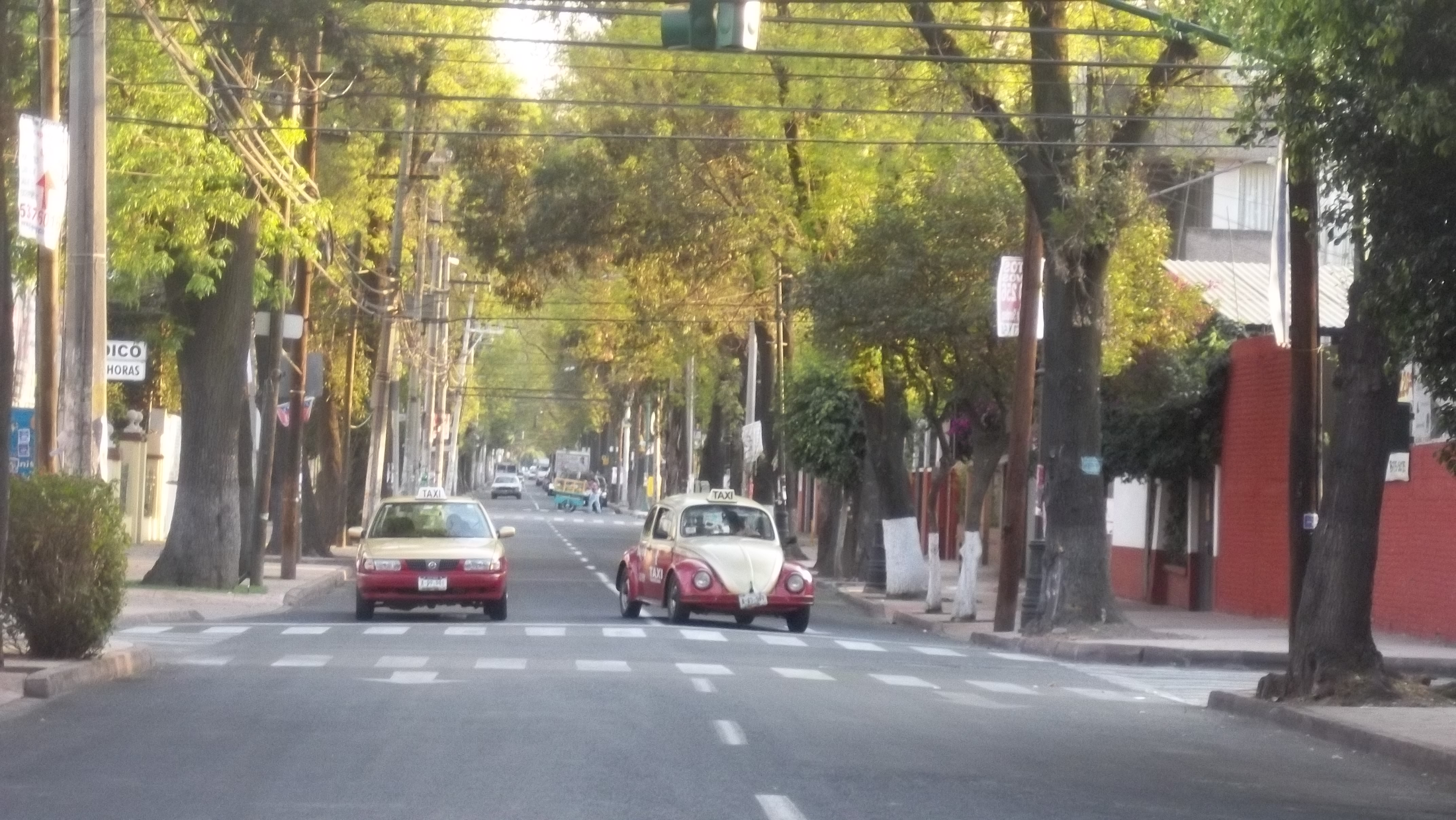
Antigua avenida Centenario, hoy avenida Azcapotzalco.

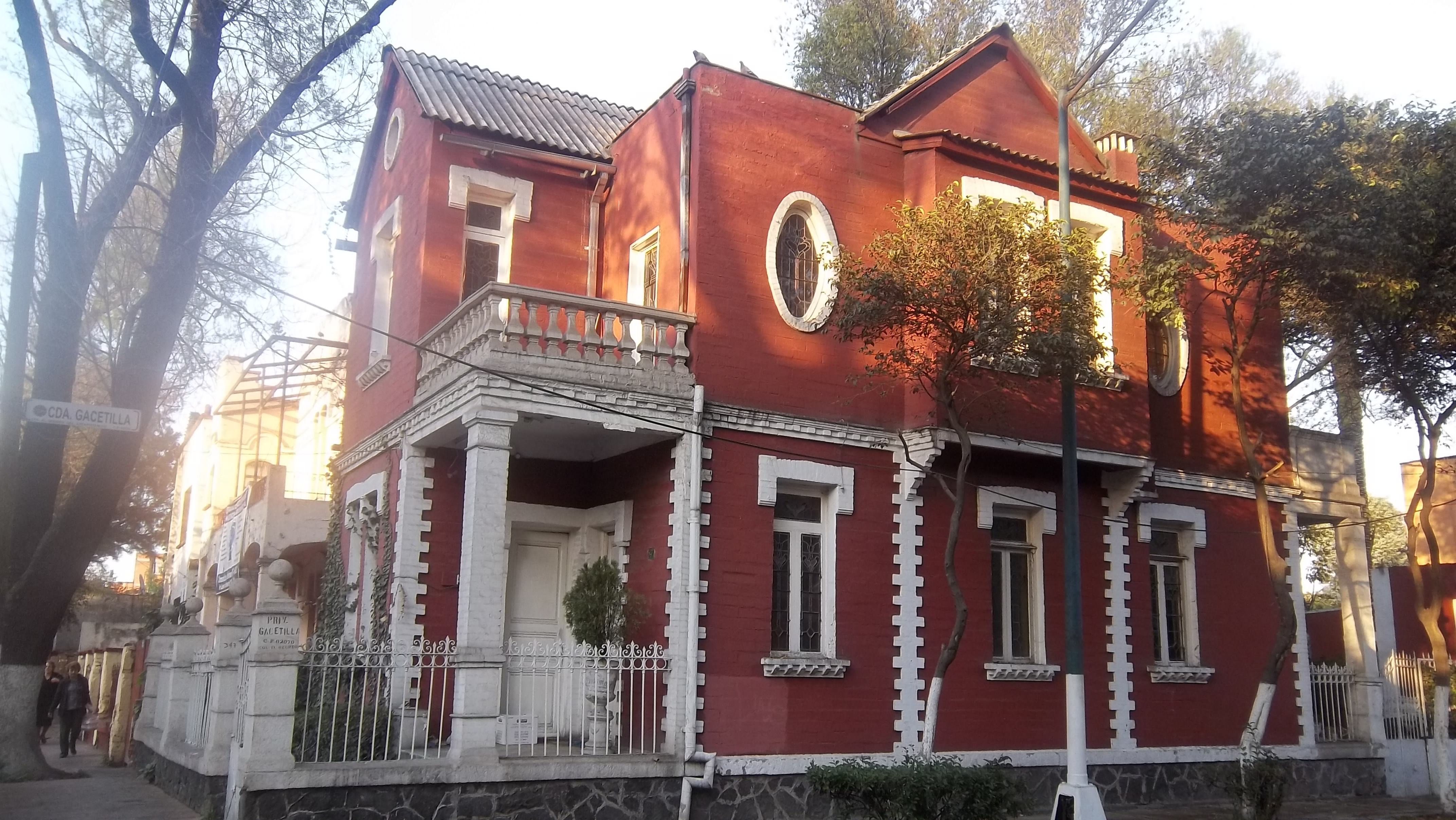
Casa de finales del de influencia francesa en la avenida Azcapotzalco, a la altura de la colonia Ángel Zimbrón.

### Zonas de la alcaldía

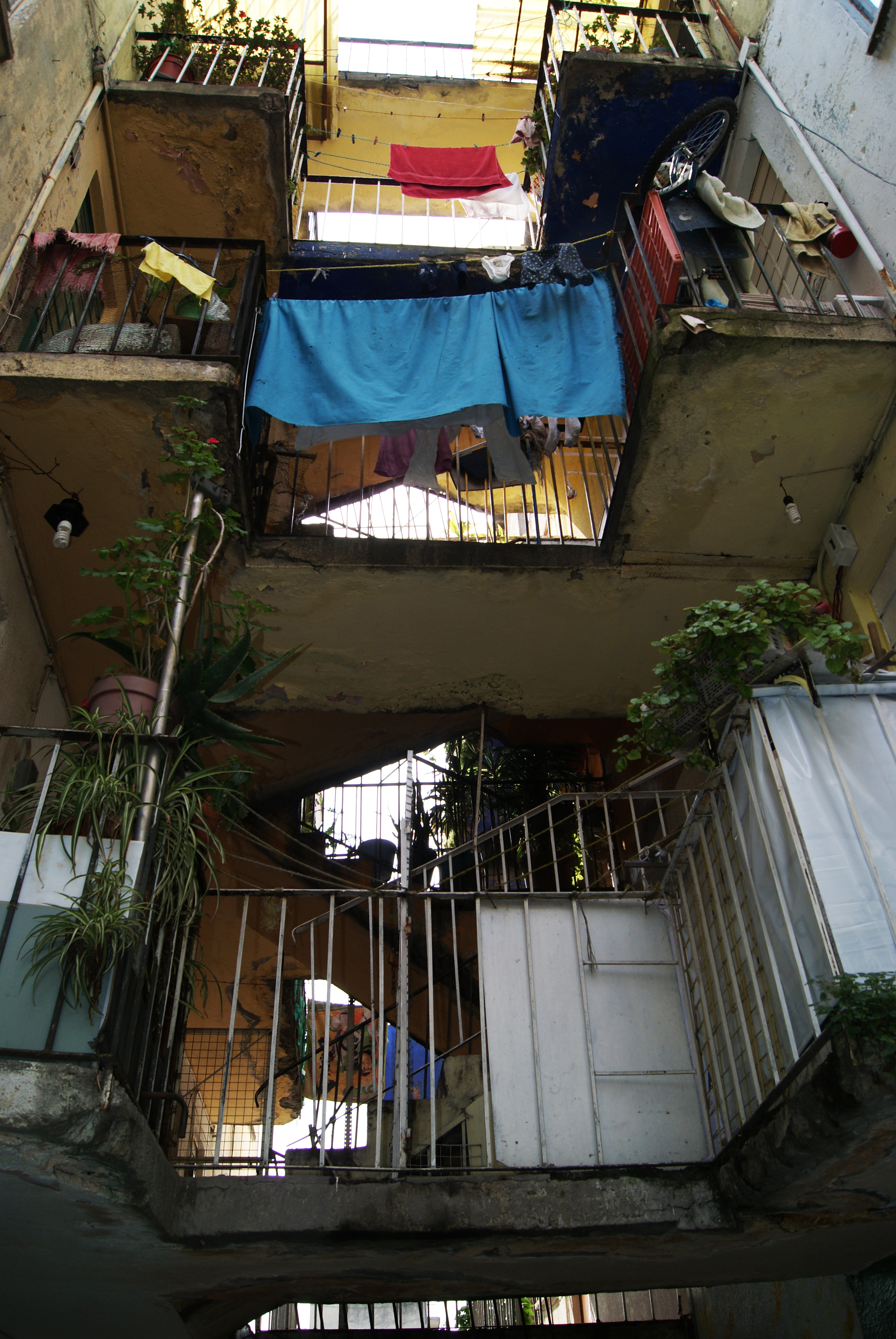
Las vecindades de clase baja han causado problemática urbana en los últimos años.

Muchas de las colonias actuales de la alcaldía tienen su origen en antiguos barrios que datan de la época prehispánica y colonial. Tal es el caso de San Miguel Amantla, San Pedro Xalpa, San Juan Tlihuaca, Santiago Ahuizotla, Santa Lucía Tomatlán, Santa Cruz Acayucan, San Francisco Tetecala, Santa María Malinalco, San Lucas Atenco, San Sebastián, Santo Tomás, Santa Catarina, San Andrés, Santa Bárbara, San Martín Xochinahuac, San Francisco Xocotitla, San Andrés de las Salinas, Santa Apolonia Tezcolco, San Marcos Ixquitlán, San Juan HUacalco, San Simón y Santo Domingo Huexotitlán. Muchos de ellos, convertidos en colonias, conservan su traza característica con calles y callejones estrechos.
Otras colonias, en cambio, fueron creadas como espacios de élite durante la época porfirista y todavía es posible admirar en ellas vestigios de su carácter aristocrático: tal es el caso de la colonia "El Imparcial", ahora conocida como Clavería. Asimismo, Azcapotzalco cuenta con la amplia zona Industrial Vallejo, ubicada en la antigua Hacienda de Vallejo y en la zona de San Antonio. Esta gran área fabril, construida en la década de los cuarenta del siglo XX, alguna vez estuvo en las periferias de la Ciudad de México, pero ahora se encuentra inmersa en el corazón de esta. En su etapa de mayor auge en los años setenta contaba con 800 establecimientos y 71 de las 500 empresas más importantes de México estaban asentadas en la zona. Hubo en ella varias Haciendas como Claveria y El Rosario, esta última con una gran extensión que perteneció a Don Martín Oyamburu Arce y Su hermano Miguel Oyamburu Arce, prominentes empresarios lecheros, fundadores de la Cervecería Modelo quienes le enseñaron a leer y arroparon a quien posteriormente sería el líder Obrero Fidel Velázquez. Estos empresarios hicieron tal cantidad de donaciones y aportaciones para la Villa que la Sep dio el nombre de Martín Oyamburu a la Escuela Pública que se encuentra en la calle de Pasteros, también donaron al Infonavit todos los terrenos para la creación de la zona habitacional El Rosario, También fraccionaron El primer parque industrial en América Latina en 1940 Hoy Industrial Vallejo.
En su parte norte y colindante con Tlalnepantla, se encuentra el complejo Unidad Habitacional El Rosario, consistente en sectores y diversas unidades de condominios de interés social, llegando a poco más de 450 edificios de departamentos de clase media y baja. Tradicionalmente, se consideró que era la unidad habitacional más grande de Latinoamérica, si bien ahora es pequeña si se compara con las inmensas nuevas unidades habitacionales ubicadas en municipios como Ixtapaluca o Tecámac.

### Barrios, colonias, pueblos y parques

#### Barrio de Coltongo
Ubicado en el oriente de la alcaldía sobre el Eje 1 Poniente cercano al límite con Gustavo A. Madero y a la colonia Pro-Hogar, este barrio cuenta con tradición histórica. Se sabe que se trataba de un poblado tepaneca en la época prehispánica, por diversos vestigios arqueológicos que han sido hallados con el crecimiento urbano de la zona. En la iglesia del lugar se hallaba un pequeño templo dedicado a la deidad Coltzin; a la llegada de los españoles, y conforme iba avanzando el proceso de evangelización, se estableció aquí la iglesia actual aproximadamente hacia el siglo XVII, dedicada al Señor del Coltongo y a Nuestra Señora de Guadalupe, misma que ha ido sufriendo modificaciones con el paso de los años para evitar su deterioro. La fiesta patronal, acaecida el 6 de agosto, se celebra con una verbena popular que dura una semana, consistente en juegos mecánicos, espectáculos pirotécnicos y una kermés en el atrio. 
Dada a la creciente inseguridad que prevalece en la zona, los gobiernos delegacionales han implementado sin mucho éxito ciertas medidas como la creación de un deportivo, la remodelación de los módulos de seguridad y la introducción de más elementos policiacos. Al norte tiene a la calle Poniente 122, al sur lo limita la Calzada de Coltongo, al este el Eje 1 Poniente y al oeste la calle Norte 35. Prevalecen varias zonas industriales alrededor de la misma colonia como Sabritas. La estación Coltongo del Metrobús se ubica en este barrio. 
En los últimos años, la presencia del moderno centro comercial Parque Vía Vallejo a espaldas del barrio le ha dado un nuevo impulso a la zona.
De este barrio es originaria Sandra Cuevas , exalcaldesa de Cuauhtémoc, y en su momento también precandidata a la alcaldía Azcapotzalco. 

#### Barrio de El Recreo
Barrio de clase media ubicado en el sur de la alcaldía cercano al límite con Miguel Hidalgo. Sus colindancias son: al norte la calle Libertad; al sur, las avenidas Heliópolis y Salónica; al este la avenida Azcapotzalco y al oeste la amplia calzada Camarones. Es un barrio tradicional con callejones tipo colonial. Cuenta con jardines de niños, primaria y secundaria. El nombre correcto sería barrio de San Lucas Atenco que es más antiguo y a ese evangelista está dedicada su iglesia. Aquí se encuentra el Módulo 7 del RTP el cual cubre toda la alcaldía. Su santo patrón es San Lucas

#### Barrio de Santa María Malinalco
Ubicado en el pueblo de Azcapotzalco entre la avenida 22 de febrero, Camarones, San Sebastián y Nopatitla. En este barrio se venera a la Asunción de María con una fiesta que se celebra cada 15 de agosto.
Es habitual en la comunidad nombrar a esta colonia como "Pueblo de Santa María Malinalco". Este pueblo se ubica cerca del centro de la alcaldía y la estación Camarones del Metro  

#### Pueblo de Santa Apolonia Tezcolco
Es un pueblo ubicado cerca del pueblo de San Felipe y Santiago Azcapotzalco, en un principio estuvo habitado por indígenas tepanecas de los pueblos de San Francisco Tetecala, en donde estaba la tesorería real de Tezozomoc el viejo.
En el siglo XVI algunos monjes hicieron una capilla en un prado, a unos trescientos metros de Azcapotzalco, en donde colocaron una imagen aún conservada de Santa Apolonia Virgen y Mártir.
Al norte esta el Eje 3 Norte, al sur con la avenida 5 de Mayo, al este con la avenida Ferrocarriles Nacionales y al oeste con calle Asfalto. Tiene como referencia el parque Bicentenario (Ciudad de México) al sur y al norte el Panteón de San Isidro. Se ubica cerca de la zona conocida como Cuatro Caminos por la estación del metro homónima que esta cercana a este barrio. Este esta a un lado del centro de Naucalpan

#### Barrio de San Mateo Xaltelolco (La Preciosa)
Fundado en el año de 1709, fue uno de los 27 barrios que lleva un nombre cristiano San Mateo y otro en náhuatl Xaltelolco que significa "en el montículo redondo de arena". Su sitio de interés es la iglesia de San Mateo Apóstol ubicada entre las calles de San Mateo y Huitzilihuitl, su celebración es el día 21 de septiembre. Esta en el centro de la alcaldía cerca del metro Aquiles Serdán

#### Pueblo de San Juan Tlihuaca
El barrio más grande de la alcaldía, en él se encuentra la que quizá sea la iglesia más grande de todos los barrios de Azcapotzalco. Es famoso por la representación de Semana Santa. En él se encuentran los restos de los ahuehuetes que se sembraron como tributo al tlatoani mexica Moctezuma.
La fiesta patronal es el 24 de junio, día de San Juan Bautista, fecha en la que se lleva a cabo una gran festividad con fuegos artificiales, procesiones y hasta exhibiciones de lucha libre.
Su iglesia según el Catálogo Nacional de Monumentos Históricos del INAH, data en su construcción más antigua del siglo XVI.
El nombre de San Juan Tlihuaca significa en náhuatl "donde está lo negro" y se refiere a la tradición de este pueblo como un centro de hechicería y magia negra. Hasta la fecha los nativos de San Juan Tlihuaca son conocidos como el mote de "los brujos". Está a un costado del metro Aquiles Serdán.
Sus tradiciones datan del año 1563 y son consideradas las más antiguas e importantes del Distrito Federal; algunas muestras de ellos son las ofrendas prehispánicas, muestras gastronómicas, tapetes tradicionales, entre otros.

#### Barrio deSan Marcos Ixquitlán
Ubicado en la zona centro-norte de la alcaldía, barrio con arraigada tradición en torno a San Marcos Evangelista, cuya capilla presenta una importante actividad religiosa.
Es el barrio más pequeño en cuanto a territorialidad, pero sus fiestas religiosas lo hacen de gran atractivo cultural, está pegado a la zona centro de Azcapotzalco por lo que esta altamente influenciado por los centros culturales, industriales y de entretenimiento de la zona. Se ubica dentro de la zona escolar de la alcaldía. El Metro UAM Azcapotzalco esta dentro del barrio

#### Barrio de San Francisco Xocotitla (La Raza)
Antiguamente este sitio era una isla rodeada por el lago de Texcoco y bajo control de Tlatelolco, vecino del islote de Huitznáhuac, donde se levantaría una capilla dedicada a San Juan Bautista que todavía existe sobre Calzada Vallejo. A un lado de esta colonia se encuentra ubicado el Centro Médico La Raza. La iglesia del barrio data del siglo XVII, y cuenta con un atrio bastante grande; a últimas fechas ha llamado la atención del INAH debido a su proceso de deterioro. La festividad patronal es el día 4 de octubre celebrando a San Francisco de Asís; para celebrar se instala una feria de juegos mecánicos que abarca la zona perimetral del templo y se celebra una carrera ciclista para todas las edades la cual es muy famosa entre la población. También son puntos importantes de la zona el moderno centro comercial Portal Vallejo y un puesto de tortas muy popular, socorrido por vecinos y foráneos, ubicado en la calle 7; precisamente llamado "Las tortas de la 7". También son famosas las quesadillas de la calle 5, mismas que llevan más de 40 años instalando su puesto los domingos. Las estaciones del Metrobús Héroe de Nacozari y Hospital La Raza, así como el metro La Raza se ubican cerca del barrio. Colinda al norte con Pro Hogar, al sur con la Alcaldía Cuauhtémoc, al este con la Alcaldía Gustavo A. Madero y al oeste con la colonia del Gas.

#### Pueblo deSan Miguel Amantla
Cercano a lo que fueron los terrenos comprendidos por la antigua refinería "18 de marzo". Es uno de los pueblos de mayor antigüedad y tradición de la zona y en el que se conserva apenas un trazo e imagen pintoresca, evocadora de su origen. Cuenta con la iglesia más antigua de la zona. Su nombre se debe a que desde la época mesoamericana se asentaron importantes artesanos amantecas o tejedores de arte plumario. En diferentes estudios arqueológicos se han encontrado asentamientos humanos correspondientes al periodo Clásico mesoamericano. Se ubica sobre la avenida 5 de Febrero, alberga el Cedis de Grupo Walmart, la antigua refinería y el Panteón Sanctorum. Las estaciones del Metro Refinería y Cuatro Caminos están cerca del pueblo. Su patrón es San Miguel Arcángel

#### Pueblo de San Martín Xochinahuac
Ubicada al norte de Azcapotzalco en límites con Tlalnepantla, es un barrio tradicional. En 1709 se llevó a cabo una revisión comunal y privada en Inspección de Cabildo de la Ciudad de México, en ella se definen para Azcapotzalco 27 barrios de "mexicanos y tepanecas" entre ellos San Martín Xochinahuac. En 1875 se tienden las vías del Ferrocarril Mexicano por la zona Este del barrio uniendo Azcapotzalco con Tlanepantla y Cuautitlán. En 1918 inicia un movimiento agrarista que tienen su sede en los pueblos y barrios de Santa Bárbara, San Martín Xochinahuac y Santiago Ahuizotla, este movimiento aprovechó las nuevas leyes agrarias emanadas de la constitución de 1917 y exigió un reparto agrario sobre las haciendas que suman un total de 766 ha. En 1967 en las calles de Camino Real de San Martín y 16 de septiembre en la colonia Reynosa Tamaulipas (aledaña al Pueblo de San Martín Xochinahuac) se descubre un esqueleto de 2,4 m que la gente denomina "El gigante de San Martín". En los últimos años el pueblo de San Martín Xochinahuac ha visto cambios y transformaciones, se han desarrollado conjuntos habitacionales y un sinnúmero de industrias. Esta también colinda con la UAM Azcapotzalco. Alberga las cedis de Estafeta, Grupo Bimbo y Scribe
La fiesta tradicional, célebre entre los habitantes del Pueblo, así como de los pueblos pertenecientes a la alcaldía, se celebra en noviembre, siendo las vísperas a partir del día 11 y culminando con la quema del castillo pirotécnico en honor de San Martín de Tours, así como la tradicional feria y celebración el día 13 de noviembre de cada año. Esta fiesta ya es costumbre y en la colonia se mantiene muy arraigada puesto que se sostiene con la mayordomía de las familias que quieran participar en ella año con año.
La unidad habitacional San Martin Xochinahuac es de las más recientes y es caracterizada por sus edificios multicolores, la mayoría de los residentes pertenece a la clase media y media-alta, también es de las zonas de la unidad habitacional el rosario
.

#### Pueblo de Santa Catarina Ferreria
Pueblo de gran tradición, cuyo árbol de ahuehuete es su principal atracción. Conmemora su fiesta a la virgen de Santa Catarina el 25 de noviembre y a San Roque el 16 de agosto. En los límites del pueblo se encuentra la estación "Fortuna" del Tren Suburbano, que tiene conexión con la estación Ferrería/Arena Ciudad de México de la línea 6 del metro. Alberga el Tecnoparque y la Arena Ciudad de México dentro del pueblo

#### Pueblo de Santa Bárbara Tetlalman
Su fiesta patronal es el 4 de diciembre en honor a la virgen con el mismo nombre. Es toda una tradición que año con año se lleva a cabo. La iglesia se ve adornada y cada año de una manera única y original que van acorde con el vestido que estrena la Virgen de Santa Bárbara.
Es este un día de fiesta para los habitantes del pueblo, participan en las diferentes actividades que se realizan, acuden a las tradicionales mañanitas que le tocan a la virgen en punto de las 0 horas del día 4 de diciembre. Los residentes también suelen acudir a la iglesia para llevar arreglos florales a la santa patrona. durante el día se recibe a cientos de visitantes que disfrutan de los mariachis o grupos musicales que amenizan el aniversario de la virgen de Santa Bárbara, los juegos mecánicos no pueden faltar en esta celebración así mismo como los puestos de antojitos mexicanos y bebidas alcohólicas ni los juegos pirotécnicos que iluminan el cielo. La estación del Metrobús Tecnoparque alberga el pueblo. Tiene a la Alameda Norte en el pueblo

#### Pueblo de San Juan Huacalco
Se llama así en honor a San Juan Evangelista. Este lugar fue en la época prehispánica territorio dominado por los tepanecas, era una isla, y en ella el tlatoani Acamapichtli se prendó de una mujer, probablemente esclava o vendedora, y con ella tuvo a su hijo Itzcóatl, quien vendría a ser el cuarto señor mexica, y sería quien liberaría a los mexicas del yugo tepaneca.
Dentro de Azcapotzalco, Huacalco se pierde por su reducido territorio, pero se distingue por un auge comercial notorio, destacando el supermercado Soriana Híper de avenida Cuitláhuac que hasta el 2007 fungió como tienda Gigante. Actualmente en este lugar se encuentra ubicada la Unidad Cuitláhuac que consta de ciento diecisiete edificios y aloja a más de quince mil habitantes. Durante la época de la colonia se mandó construir una capilla dedicada al evangelista, y en el siglo XX una moderna iglesia. Se ubica a un costado de Pical Pantaco y de la Vocacional 8 "Juan de Dios Martinez"
En este lugar habitó el compositor Chava Flores.

### Colonias

#### Unidad Habitacional El Rosario
Casi en el extremo norte de Azcapotzalco, es la unidad habitacional más grande de América Latina. De carácter popular, la mayoría de su población pertenece a las clases media-baja y baja. Entre sus puntos de referencia destaca el Colegio de Ciencias y Humanidades Plantel Azcapotzalco, Centro de Estudios Tecnológicos Industrial y de Servicios N.º 33 Carlos María de Bustamante, Colegio de Bachilleres 1 El Rosario, el paradero e instalaciones del Metro El Rosario y el centro comercial "Town Center el Rosario". La estación el Rosario cuenta con un CETRAM que permite el acceso al metro y donde salen varios autobuses con distintos destinos tanto de la Ciudad de México como al Estado de México.

#### Clavería

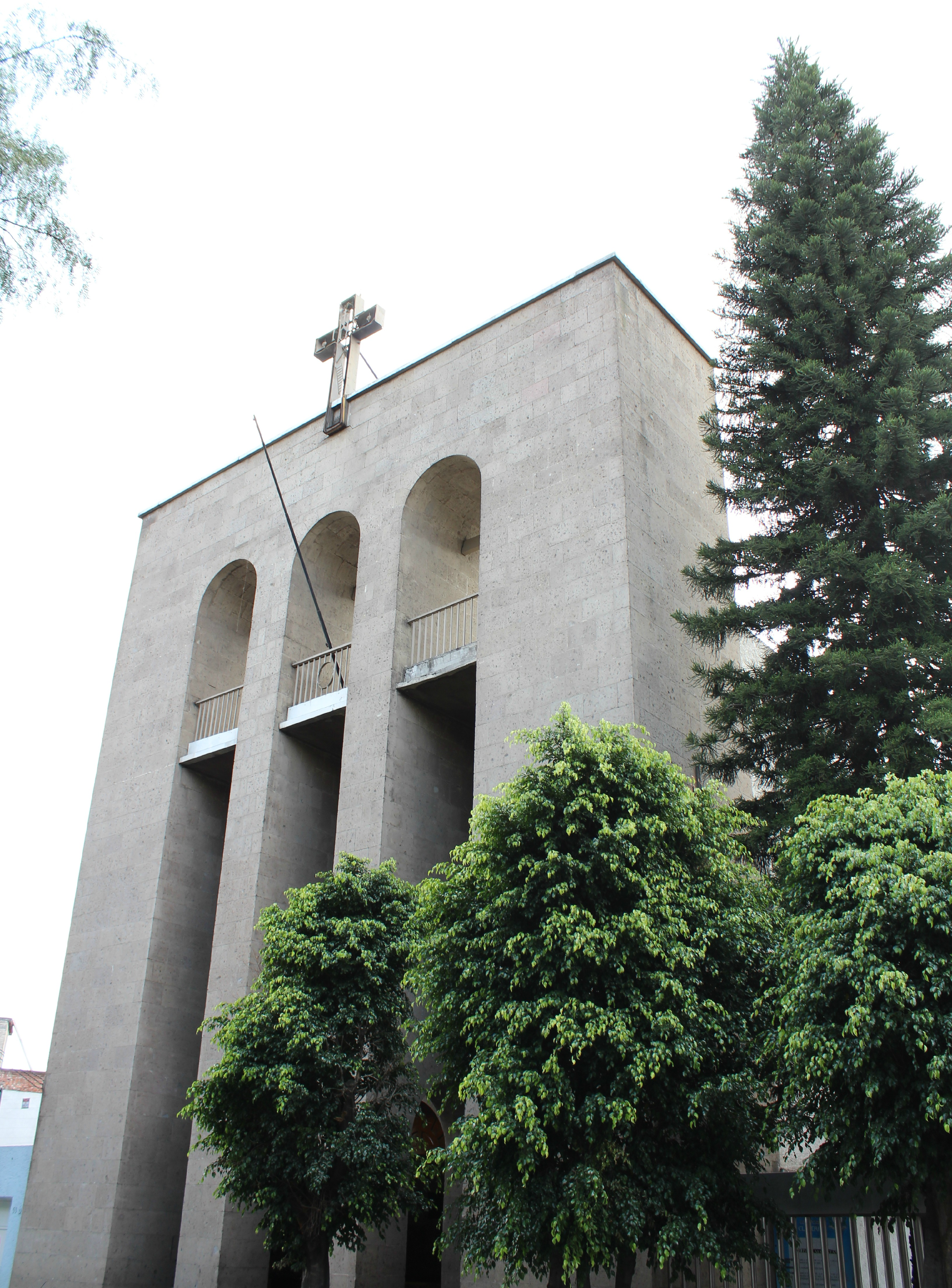
Iglesia de Clavería, Azcapotzalco.

Una de las colonias de clase media alta de Azcapotzalco. Originalmente llamada "El Imparcial", subsiste desde el Porfiriato, época en la que se consideró como aristócrata. Su construcción fue promovida por la Sociedad Anónima de Inmobiliaria y Construcción a principios del siglo XX, en la cual fueron accionistas Rafael Reyes Espíndola y Ángel Zimbrón. Esta zona quedó conectada tanto a la villa como al resto de Ciudad de México en esa misma época mediante dos rutas de tranvías eléctricos. Dentro de esta colonia así como en otras colonias aledañas como Ángel Zimbrón, San Álvaro, El Recreo y Azcapotzalco se pueden observar en algunas casas y antiguas haciendas arquitectura con influencia francesa del siglo XIX, art decó y colonial californiano. Es en esta colonia en donde nació el cantante José José. Aunque es predominantemente una colonia de clase media y clase media-alta hoy en día la colonia es hogar de habitantes que van desde la clase media-alta hasta la clase media-baja, principalmente en antiguas casonas abandonadas, unidades y vecindades en sus orillas con la colonia Obrero Popular y en una porción del Eje 3 Norte Calzada Camarones.

#### Sindicato Mexicano de Electricistas
La colonia Sindicato Mexicano De Electricistas o como la gente la llama "colonia electricistas" es una localidad del municipio Azcapotzalco, en Ciudad de México, y abarca un área cercana a 16 hectáreas. Sindicato Mexicano De Electricistas se caracteriza por tener relativamente pocos establecimientos comerciales, y la mayoría de ellos operan en la actividad Educación, que reporta una planilla de empleados cercana a 1,000 personas. 
En esta colonia habitan unas 1,830 personas en 566 hogares. Se registran 1,117 habitantes por km², con una edad promedio de 41 años y una escolaridad promedio de 13 años cursados. De las 2,000 personas que habitan en Sindicato Mexicano De Electricistas, 200 son menores de 14 años y 400 tienen entre 15 y 29 años de edad. Cuando se analizan los rangos etarios más altos, se contabilizan 800 personas con edades de entre 30 y 59 años, y 450 individuos de más de 60 años. Adicionalmente, se estima que en la colonia laboran 500 personas, lo que eleva el total de residentes y trabajadores a 3,000. Entre las principales empresas (tanto públicas como privadas) con presencia en la colonia se encuentra SEP, que junto a otras dos organizaciones emplean unas 218 personas, equivalente al 72% del total de los empleos en la colonia.

#### Del Gas
Delimitada por las avenidas Cuitláhuac, Ceylán y el Circuito Interior, esta colonia ha presentado un crecimiento urbano importante en los últimos veinte años. Entre otros puntos importantes de la zona se encuentran el moderno complejo habitacional Tres Lagos, mismo que sigue en desarrollo, la tienda Sam's Club La Raza, el CECyT n.º 6 "Miguel Othón de Mendizábal" del Instituto Politécnico Nacional y el centro comercial Plaza Parque Jardín. Asimismo, cuenta con múltiples escuelas primarias y secundarias entre las que destacan El Instituto Crisol, Escuela Avenida Jardín y Justo Sierra.

#### El Arenal
Colindante con las delegaciones Gustavo A. Madero y Cuauhtémoc, usando como fronteras la calzada Vallejo y el Circuito Interior respectivamente. En esta colonia se ubica el Centro Médico Nacional La Raza, uno de los dos hospitales más importantes del IMSS en Ciudad de México, y también uno de los más grandes. Construido a finales de los años 50, atrae a cientos de derechohabientes dado a la eficacia de sus áreas de pediatría, oncología y de investigación, mismas que cuentan con tecnología punta. Es por esto que la mayoría de los habitantes de la colonia son médicos, ya sea residentes, estudiantes, profesionales o incluso directivos del hospital. Otros puntos importantes de la zona son el mercado, famoso por sus puestos de disfraces establecidos en temporada de Día de Muertos, y algunos restaurantes ubicados a espaldas del hospital.

#### Nueva Santa María
La colonia Nueva Santa María, es una colonia de carácter residencial y comercial. Se nombró así debido a su cercanía con la antigua colonia Santa María la Ribera o la colonia Santa María Insurgentes, ya que las 3 son terrenos que originalmente pertenecían a la misma hacienda. Hacia los años 80 fue nombrada como uno de los mejores lugares para vivir en la Ciudad de México, junto con colonias cercanas como Clavería y Lindavista.
"La Nueva" es muy frecuentada los fines de semana por demás habitantes de la alcaldía debido a la gran cantidad de actividades recreativas y culturales, comercios, restaurantes y cafeterías alrededor del Parque Revolución. Sobre todo destacan sus heladerías, algunas fundadas en la década de los 50, y que hasta el día de hoy tienen un toque "retro" o "clásico" que atrae a los visitantes.
Dentro del parque también hay diversas actividades en su gran mayoría para niños.

#### Pro-Hogar
Delimitada por las avenidas Cuitláhuac, Vallejo y Jardín, y ubicada al sur oriente de la alcaldía, la Pro-Hogar es una colonia con gran población, en su mayoría de clase media baja o media media. El mercado es muy conocido; en los fines de semana muchas familias se reúnen para visitar los diferentes locales de comida que se encuentran dentro del mercado. En las afueras del mismo hay un tianguis que también es muy visitado, sobre todo en épocas de festividades. Destacan además el parque, donde se realizan actividades deportivas, culturales, recreativas y hasta políticas, y la iglesia, de estilo art decó erigida en los años 50, dedicada a Nuestra Señora de Fátima. La fiesta patronal es celebrada el 13 de octubre, con una feria de juegos mecánicos, una procesión por las calles principales de la zona y la tradicional quema de cohetes, conocida como "castillo".

#### San Salvador Xochimanca
Esta colonia estaba llena de fábricas hasta finales de la década de los 80, su población se dedica a participar en el proceso productivo de la alcaldía, zona industrial por excelencia, gracias a que por ella cruza el ferrocarril, mismo que sirve para delimitar la alcaldía Azcapotzalco de la alcaldía Miguel Hidalgo, en la actualidad se puede hallar en estos mismos terrenos escuelas y oficinas gubernamentales.

#### San Álvaro
Esta colonia colinda con la alcaldía Miguel Hidalgo, dividida por unas vías del tren, la avenida Cuitlahuac y la colonia Clavería. Cuenta con población de clase media baja y en esta zona ha iniciado la construcción una gran cantidad de condominios que están terminando con las antiguas construcciones que la caracterizaban; esta colonia cuenta con la iglesia de San Álvaro en la calle de Grecia y con el parque del mismo nombre a una cuadra.

#### Trabajadores del Hierro
Colindante con la colonia Pro-Hogar, la calzada Vallejo, la avenida Jardín y el barrio de Coltongo, esta pequeña colonia es distinguida por su tranquilidad y su seguridad. Sus habitantes son en su mayoría de clase media alta. Es visitada por personas provenientes incluso de muy lejos por la pastelería "Las delicias de Mariel", negocio con más de 30 años de existencia y en dónde incluso personalidades de la farándula, el deporte o la política han comprado pasteles o sus populares tartas de frutas. Así mismo, la colonia cuenta con un pequeño mercado en la calle Laminadores famoso por su local de gelatinas y postres, algunos restaurantes sobre la calle Moldeadores, escuelas primarias y secundarias; colinda además con la fábrica y centro de distribución nacional de la empresa Coca-Cola.

### Parques

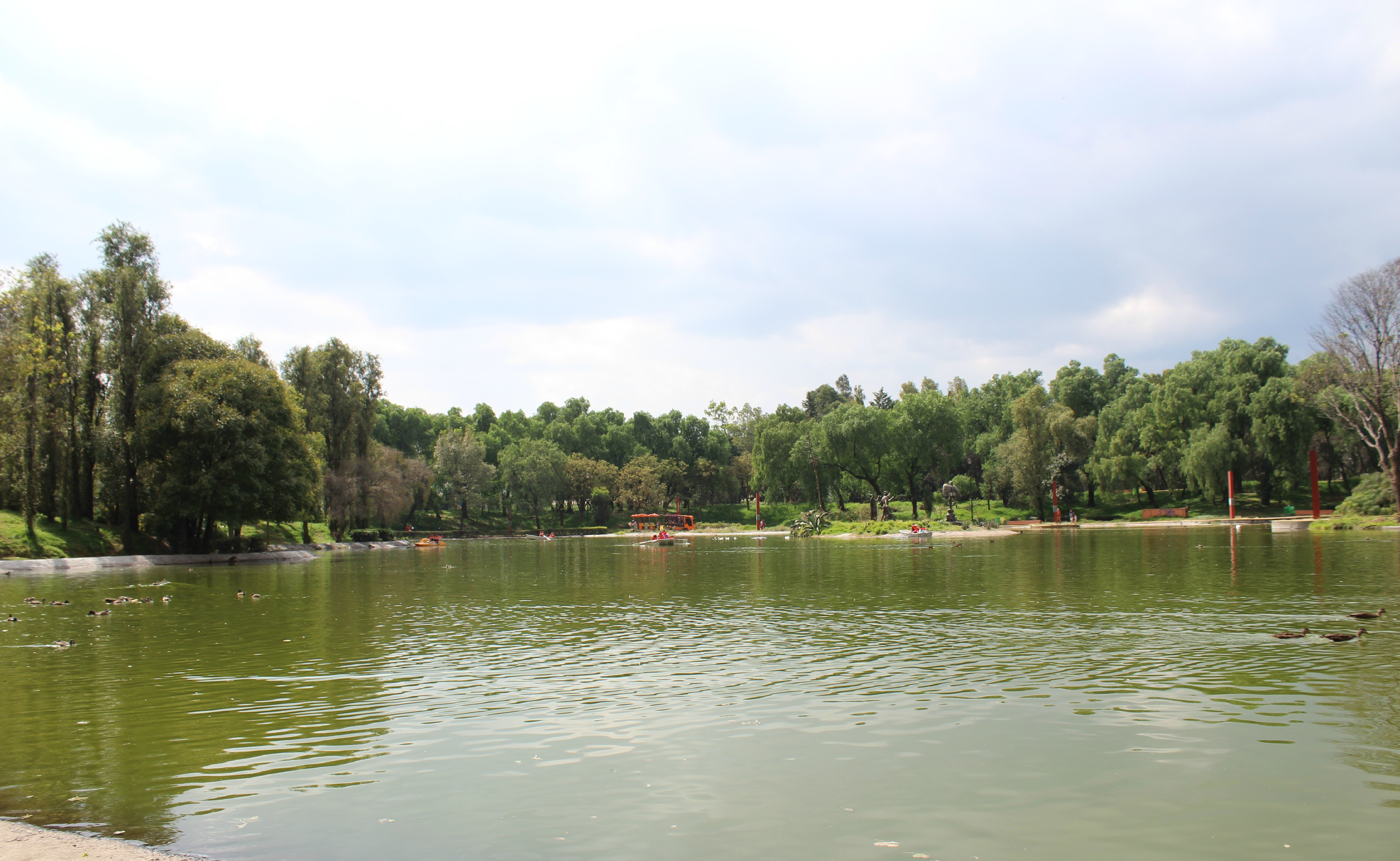
Lago Tezozómoc

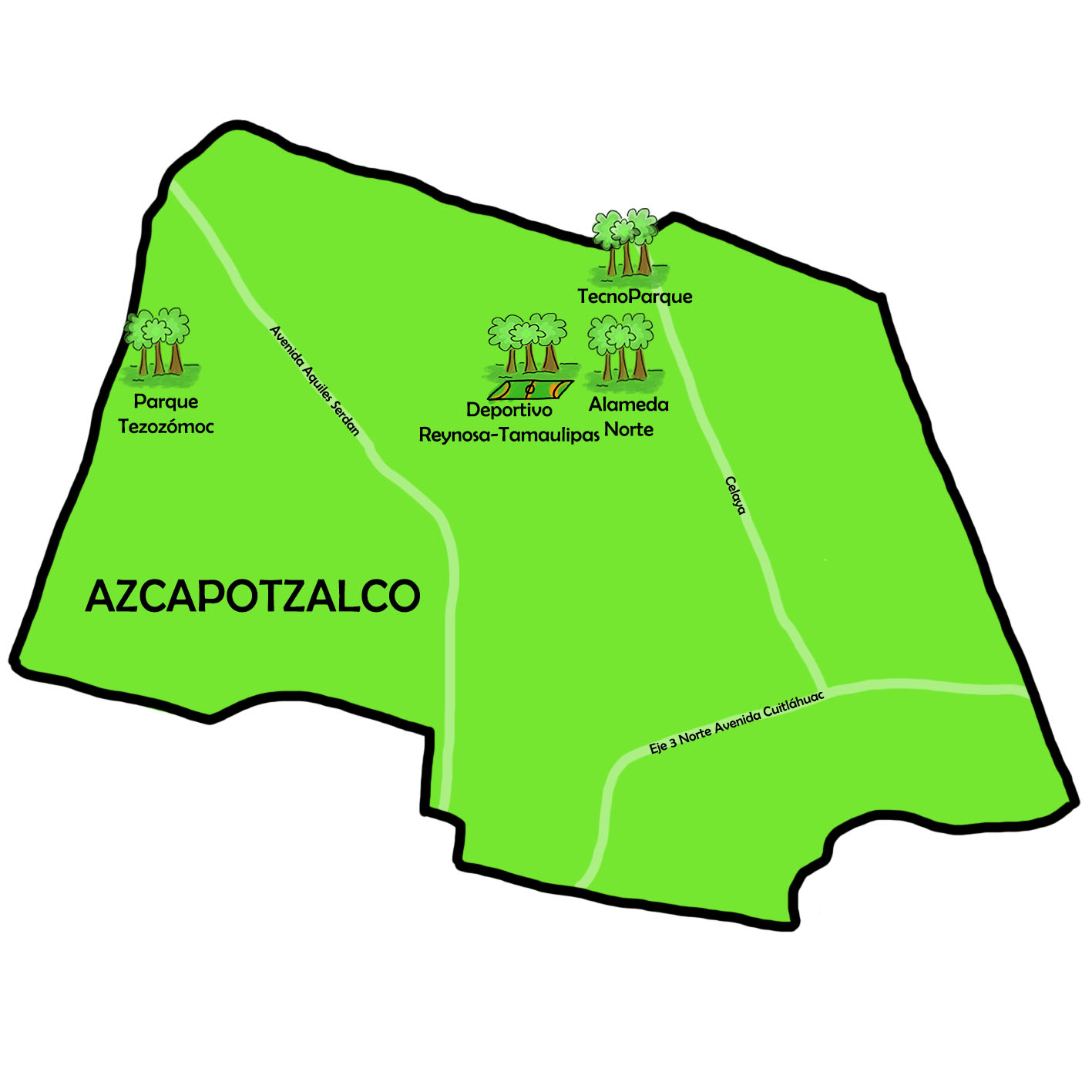
Mapa de los lugares turísticos más representativos de la alcaldía de Azcapotzalco

Entre los parques de Azcapotzalco se encuentran el parque de la China, el Jardín Hidalgo, el parque Revolución de la colonia Nueva Santa María y el parque Tezozómoc, entre otros. En el parque de la China (en Clavería) cada domingo se llevan a cabo actividades para toda la familia como pintura, tejido, muestras gastronómicas, y a veces exposiciones de artesanías de diferentes regiones del país y del extranjero. En él se colocó una estatua del cantante José José.
En el Jardín Hidalgo la tradición son los conciertos y clases de danzón todos los fines de semana.
En el parque Revolución de la Nueva Santa María cada domingo hay música en vivo de sones jarochos y huastecos, también es posible aprender zapateado, componer décimas, a tocar quijada de burro, jarana y otros instrumentos relacionados con el son jarocho y huasteco. Además, debido a que en esa colonia ha aumentado considerablemente el número de personas que poseen perros, se ofrecen clases de adiestramiento canino todos los fines de semana.
En el parque Tezozómoc, muy cerca del Colegio de Ciencias y Humanidades Plantel Azcapotzalco, hay un lago en cuyos alrededores se recrea la fundación de México-Tenochtitlan con una reseña breve del hecho histórico de la fundación del México prehispánico.

#### Parque Tezozómoc
La construcción del parque Tezozómoc inició  1980  en la administración del delegado Tulio Hernández. Este proyecto de Mario Schjetnan, paisajista y arquitecto, quien para el diseño de este parque retomó la antigua topografía y los cuerpos de agua del Valle de México durante la época prehispánica, organizando los espacios en torno a un gran lago central con la forma del ahora extinto Lago de Texcoco y recreando por medio de lomas y macizos de árboles, los cerros, montañas y serranías de la cuenca. La tierra extraída de las excavaciones de la Línea 6 del Metro de la Ciudad de México fue usada para dicha recreación topográfica.
El parque Tezozomoc se originó para  espacios recreativos populares. Este predio fue un baldío muy grande usado para tirar cascajo. Además, existía el riesgo de que fuera invadido por paracaidistas que traerían conflictos a los colonos de  Prados del Rosario, Exhacienda del Rosario, Unidad Trabajadores de Pemex y a los estudiantes del CCH Azcapotzalco. 

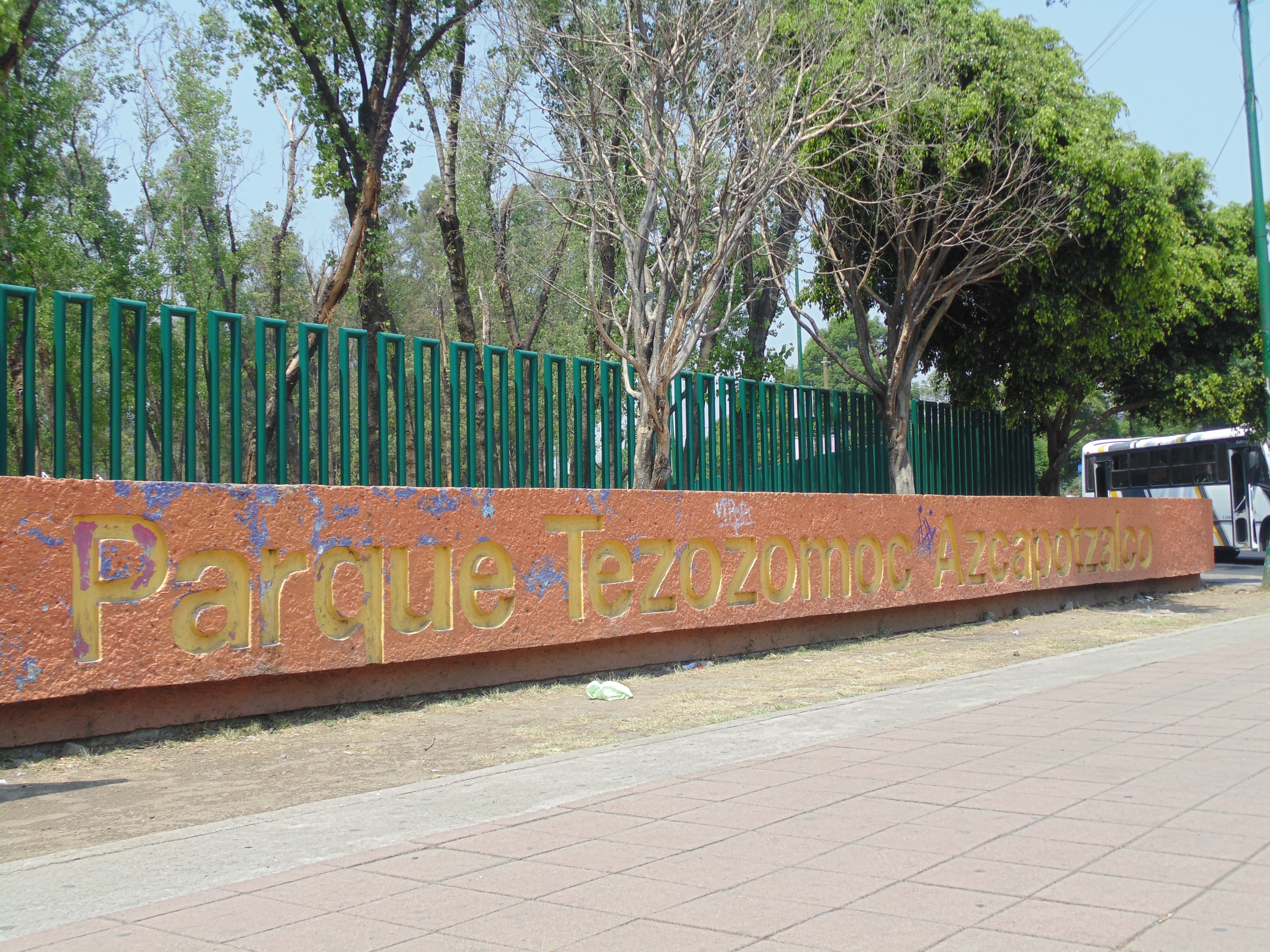
Parque Tezozómoc, Azcapotzalco.

Desde su inauguración este parque ha representado para la zona un punto de  mejora en la calidad de vida, al permitir a todo el público general - Desde niños hasta personas de la tercera edad -, disfrutar de espacios recreativos.

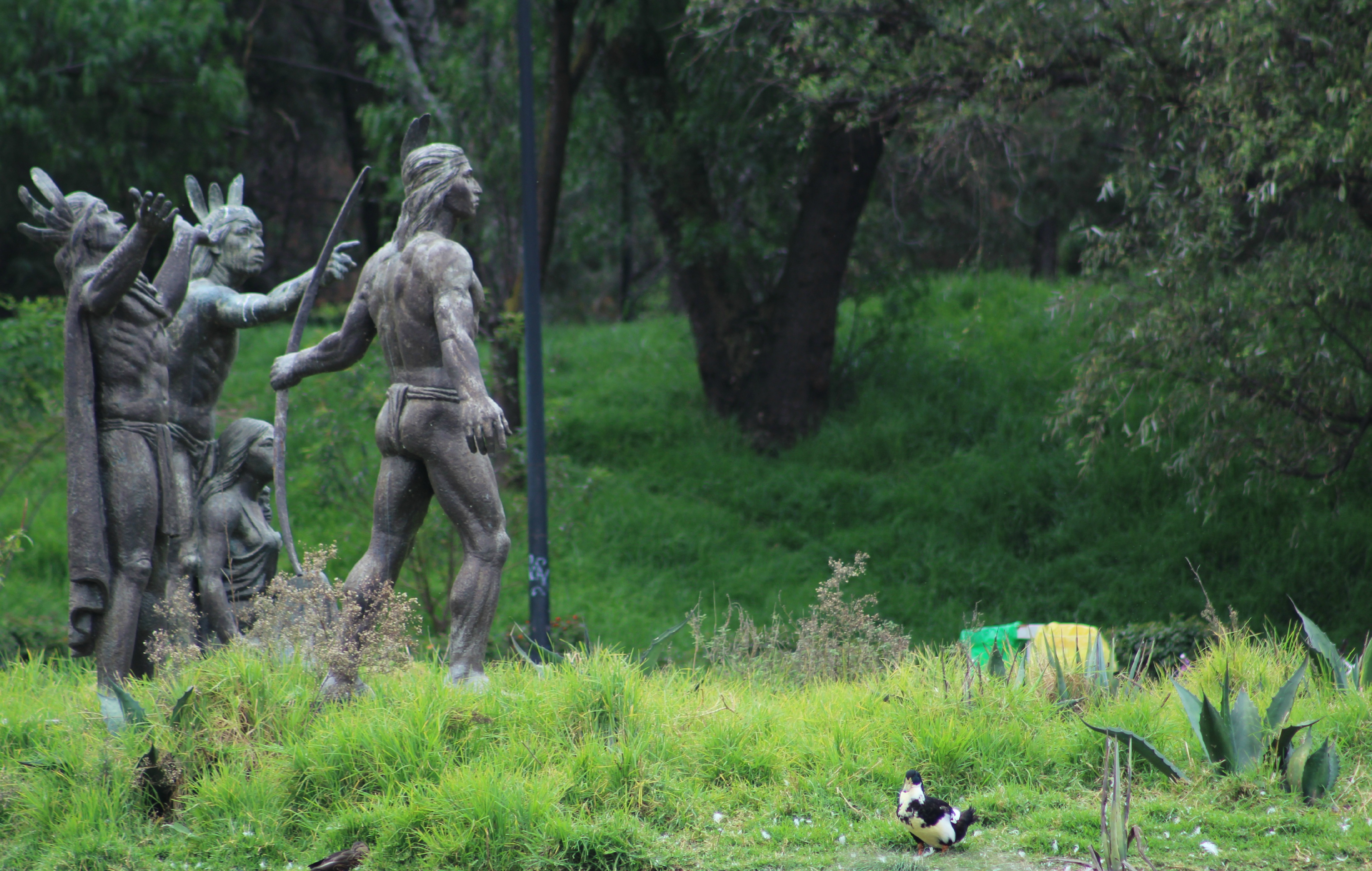
Monumento Parque Tezozómoc.

Desde el punto de vista ecológico este parque es un ejemplo de reciclaje urbano y desarrollo sustentable al haberse utilizado en su construcción la tierra excavada para las obras del metro así como emplear agua tratada para el riego de jardines y el mantenimiento de los cuerpos de agua. Adicionalmente este parque ha logrado atraer durante la última década algunas especies de aves migratorias que cada vez eran menos frecuentes en la zona metropolitana.
El parque Tezozómoc cuenta con un lago, una teatro al aire libre, zonas de juegos infantiles, una pista de correr, plazuelas y senderos que están abiertos a todo el público de manera gratuita.
En la zona se realizaron los trabajos de saneamiento forestal y obras civiles de mantenimiento, en las que retiraron alrededor de 14 000 metros cúbicos de desperdicios.
Se trasladaron 30 patos y nueve gansos a Bioparque Estrella, 30 patos al Lago Espejo de los Lirios en Cuautitlán Izcalli y mantuvieron a 58 patos y 214 tortugas de distinto tamaños, que serán canalizadas por la Secretaría de Medio Ambiente y Recursos Naturales (SEMARNAT) a un Centro de Integración de la Vida Silvestre (CIVS).
El llenado del cuerpo artificial es con agua tratada y tardará 26 días. Se colocarán tres "aireadores" en el fondo del lago para aumentar la oxigenación del agua, para mejorías en aspectos de color y olor.

## Parque Bicentenario
En mayo de 2007 se anunció la construcción de un parque en la parte norte o predios originales de la ex refinería 18 de marzo, una superficie de 55 hectáreas, en la cual se construyó un parque recreativo, a espaldas del metro Refinería el cual cuenta con: areneros infantiles, canchas de fútbol rápido, voleibol, basquetball, áreas verdes, etc.
El parque Bicentenario se encuentra dividido en jardines que, tomando en cuenta la cosmogonía mexicana se dividen en 5 elementos: Los mexicas creían que su universo estaba conformado de forma vertical de trece cielos, la tierra llamada Tlalticpac asentada en el centro, y nueve inframundos. Es un buen lugar para salir y pasear en familia, realizando un buen pícnic, ya que cuenta con un área destinada a esa actividad. También, tiene amplias áreas verdes para poder sentarse a descansar tranquilamente, además de un Orquidario, una plaza de encinos, así mismo de magnolias y un extenso y bonito lago.
Es importante resaltar que por haber sido construido en terrenos de la antigua Refinería de Azcapotzalco, es común creer que está en la alcaldía de ese nombre, pero en realidad pertenece a la alcaldía Miguel Hidalgo.
Dirección: Av. 5 de Mayo 290, alcaldía Miguel Hidalgo, entre las calles camino a Santa Lucía y avenida Aquiles Serdan San Lorenzo Tlaltenango, 11210, CDMX
La estación del metro más cercana es Refinería, de la Línea 7 (naranja)
En vehículo particular, el acceso es por puerta 1 sobre Av. 5 de mayo y puerta 2 por FF CC Nacionales en dirección al sur.
Teléfono:01 55 5628 0600
Horario: Hoy abierto · 7:00 a 18:00

## Cultura

### Instalaciones culturales y entretenimiento

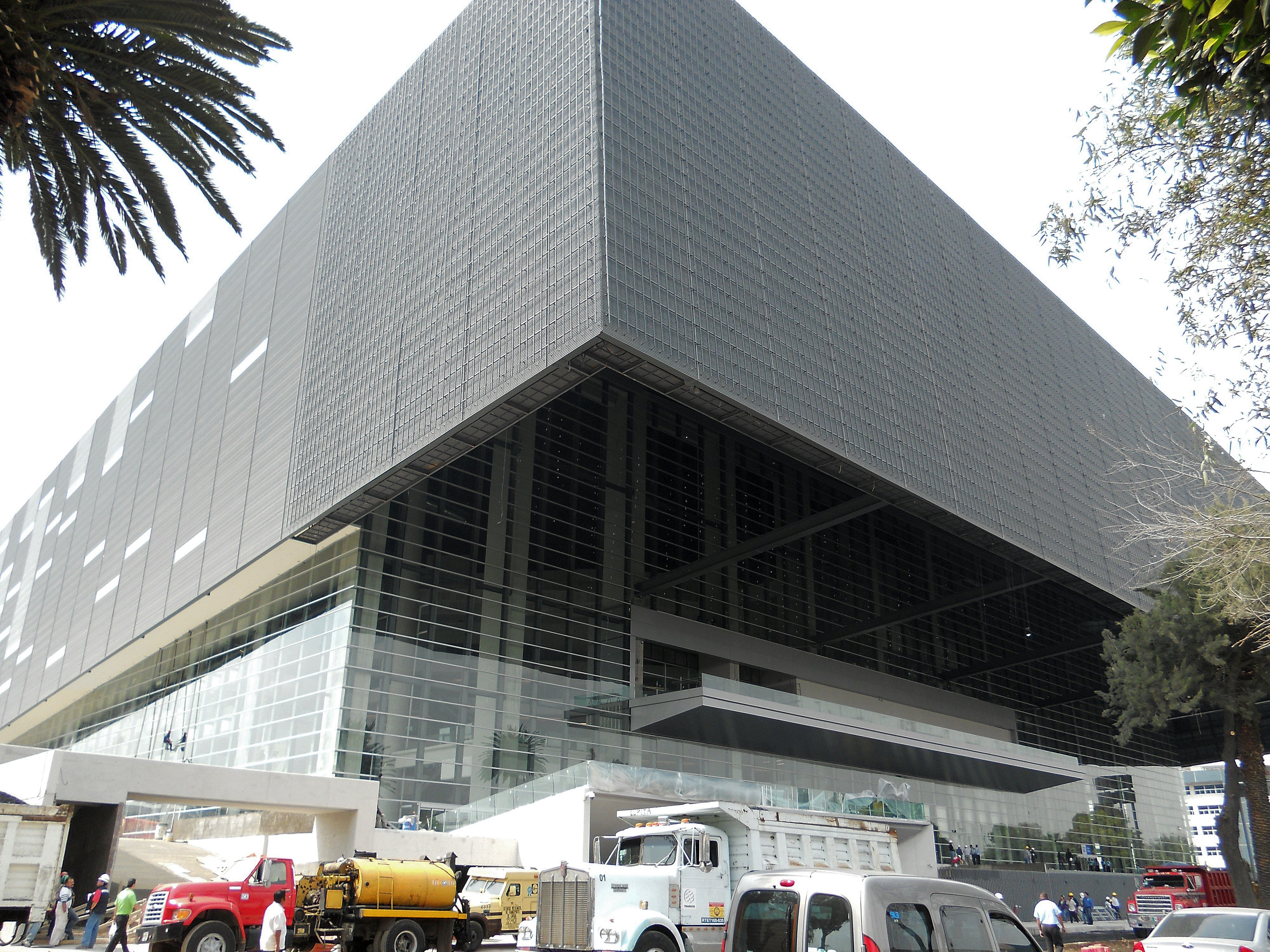
Arena Ciudad de México.

El foro más grande de la alcaldía es el Foro Cultural Azcapotzalco  inaugurado como cine conocido como Virginia Fábregas en 1950, ubicado en la esquina de avenida Cuitláhuac y la calle Pino en la colonia Liberación (antes estaba catalogada dentro de la colonia Aguilera) fue restaurado y remodelado en 2008 y realiza espectáculos culturales para la gente de la zona. En el centro de la demarcación está la Casa de la Cultura Azcapotzalco. Otros recintos culturales son la Casa de la Palabra "José Emilio Pacheco", ubicada en el barrio Nextengo es un punto de encuentro para cronistas y vecinos interesados en las letras, el centro de cultura ambiental La Hormiguita fundada en el 2006 para impartir talleres ecológicos a niños de preescolar y primeros años de primaria, el centro cultural y recreativo Parque Tezozómoc y el centro cultural Nahui Ollin nombrado así en honor a la pintora del siglo XX, tiene como objetivo ser un centro de promoción para ciclos de conferencias, talleres, idiomas, teatro y yoga.
Además la Arena Ciudad de México fue inaugurada en el año 2012. Alberga gran variedad de espectáculos así como conciertos y eventos deportivos. La arena Ciudad de México es la arena más grande del mundo en su estilo y cuenta con una de las mejores instalaciones a nivel continental. La arena fue construida cerca a la estación de metro Ferrería sobre Av. de las Granjas.

## Servicios públicos

### Administración pública
El edificio delegacional, que concentra la administración, se encuentra en la Villa Azcapotzalco en un edificio de tres niveles construido en la década de los ochenta. El conjunto que la alberga incluye la plaza cívica Fernando Montes de Oca, un parque y un Monumento a Tezozómoc.
Se cuenta además con unos 20 centros administrativos, pertenecientes a la alcaldía, la policía, bomberos, centros comunitarios de ayuda y apoyo a los ciudadanos, centros sociales, Casa de la Cultura y dos museos.

### Educación
En la educación, la alcaldía cuenta con 191 planteles educativos públicos de nivel básico, medio, superior y de posgrado; 9 Centros de desarrollo Comunitario; 12 Estancias de Desarrollo Infantil y 4 casas hogar para ancianos, y 3 centros de Educación Integral. También se cuenta con siete bibliotecas públicas, a las cuales, en 1998, acudieron 74,751 usuarios, y un archivo histórico.

#### Instituciones de nivel medio superior
- Colegio de Ciencias y Humanidades plantel Azcapotzalco (CCH) de la UNAM.

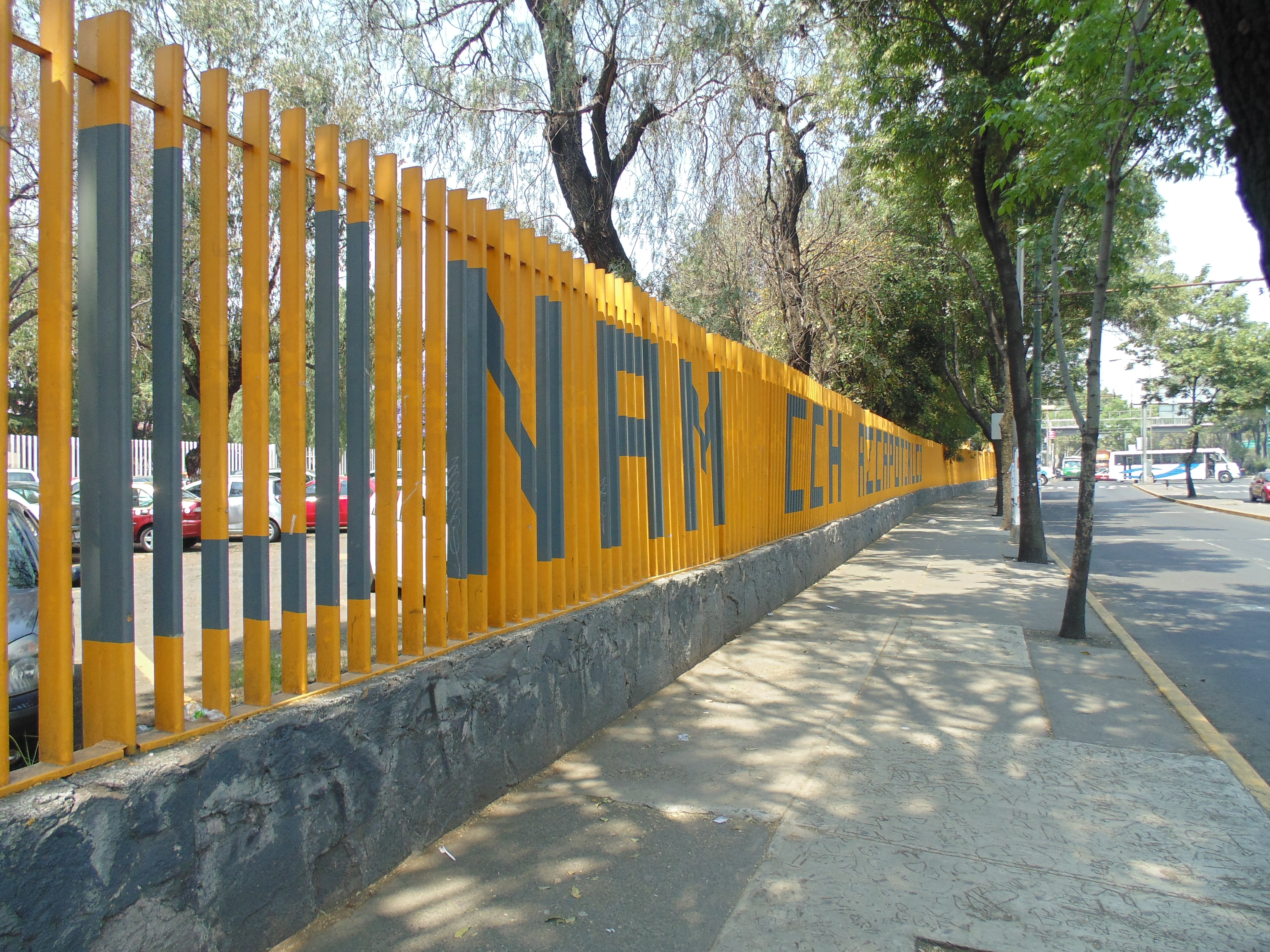
UNAM, CCH Azcapotzalco.

- Centro de Estudios Científicos y Tecnológicos Num. 6 "Miguel Othón de Mendizábal" del Instituto Politécnico Nacional, conocido popularmente como Vocacional 6.
- Centro de Estudios Científicos y Tecnológicos Num. 8 "Narciso Bassols" del Instituto Politécnico Nacional, conocido popularmente como Vocacional 8.
- Colegio de Bachilleres planteles 1 y 18 (El Rosario y San Juan Tlihuaca).
- Colegio Nacional de Educación Profesional Técnica (Conalep) planteles Azcapotzalco y México-Canadá.
- Centro de Estudios Tecnológicos, Industriales y de Servicios (Cetis) planteles 4 y 33.
- Instituto de Educación Media Superior Azcapotzalco 1 'Melchor Ocampo', dependiente del SBGDF.
- Instituto de Educación Media Superior Azcapotzalco 2 'Bachillerato Universitario Azcapotzalco'
- Tecnológico Universitario de México.
- CECATI 01, 11, 108 y 155

#### Instituciones de nivel superior
Azcapotzalco también cuenta con una oferta educativa pública de nivel superior, ejemplo de ello son:
- Unidad Azcapotzalco de la Universidad Autónoma Metropolitana que cuenta con áreas de Diseño, Sociales e Ingeniería.
- Unidad Azcapotzalco de la Escuela Superior de Ingeniería Mecánica y Eléctrica del Instituto Politécnico Nacional.
- Universidad Tec Milenio Ferrería del Sistema Tecnológico de Monterrey.
- Universidad Tecnológica de México, Campus Cuitláhuac.
- Escuela Normal Superior de México.
- Universidad Nacional Rosario Castellanos Plantel Azcapotzalco.
- Universidad Nacional Rosario Castellanos Plantel Euzkadi.

#### Educación a distancia
Entre las actividades está el espacio para los jóvenes que cursan el bachillerato, que cuentan con la beca del programa a distancia PrepaSí, en algunos parques los jóvenes interactúan con personas de diferentes personalidades, etc. Estos parques o centros culturales, son apropiados para el patrimonio de la comunidad, ya que se presentan entornos sociales de muy buena categoría.

#### Instituciones privadas
Dentro de la alcaldía se encuentran escuelas privadas como:
- Centro Educativo Amaru
- Centro escolar Lancaster
- Colegio Aspen Tolin
- Colegio Frances Nueva Santa María A. C.
- Colegio Trilingüe Pedro María Anaya
- Comunidad Educativa Owen
- Escuela Summerhill Azcapotzalco
- Instituto La Paz
- Nueva Escuela Justo Sierra A. C.

### Servicios públicos

#### Abastecimiento
El abastecimiento de agua, como las 16 delegaciones de la Ciudad de México, está a cargo del Sistema de Aguas de la Ciudad de México. El de energía eléctrica, por la recién impuesta Comisión Federal de Electricidad. En la demarcación se encuentra una subestación. El abasto de gas es diverso, encontrándose abasto de gas natural por la empresa española Gas Natural, servicio de llenado de tanques estacionarios y camiones repartidores de cilindros de gas licuado de petróleo.

#### Infraestructura urbana
Hacia 1995, la población total de la alcaldía ascendía a 455 131 habitantes; 218 769 hombres y 236 362 mujeres, los cuales residen en unas 103 130 habitaciones. Unas 106 273 viviendas cuentan con agua potable entubada, que cubre las necesidades del 98.9 % de la población; las redes de drenajes cuentan con unos 106 322 drenajes conectados a la red pública; el servicio de energía eléctrica y alumbrado público, abastece a 106 980 viviendas; 5 millones de metros cuadrados se encuentran asfaltados; 2 250 000 metros cuentan con banquetas y 300 000 metros lineales, con guarniciones.

#### Transportes

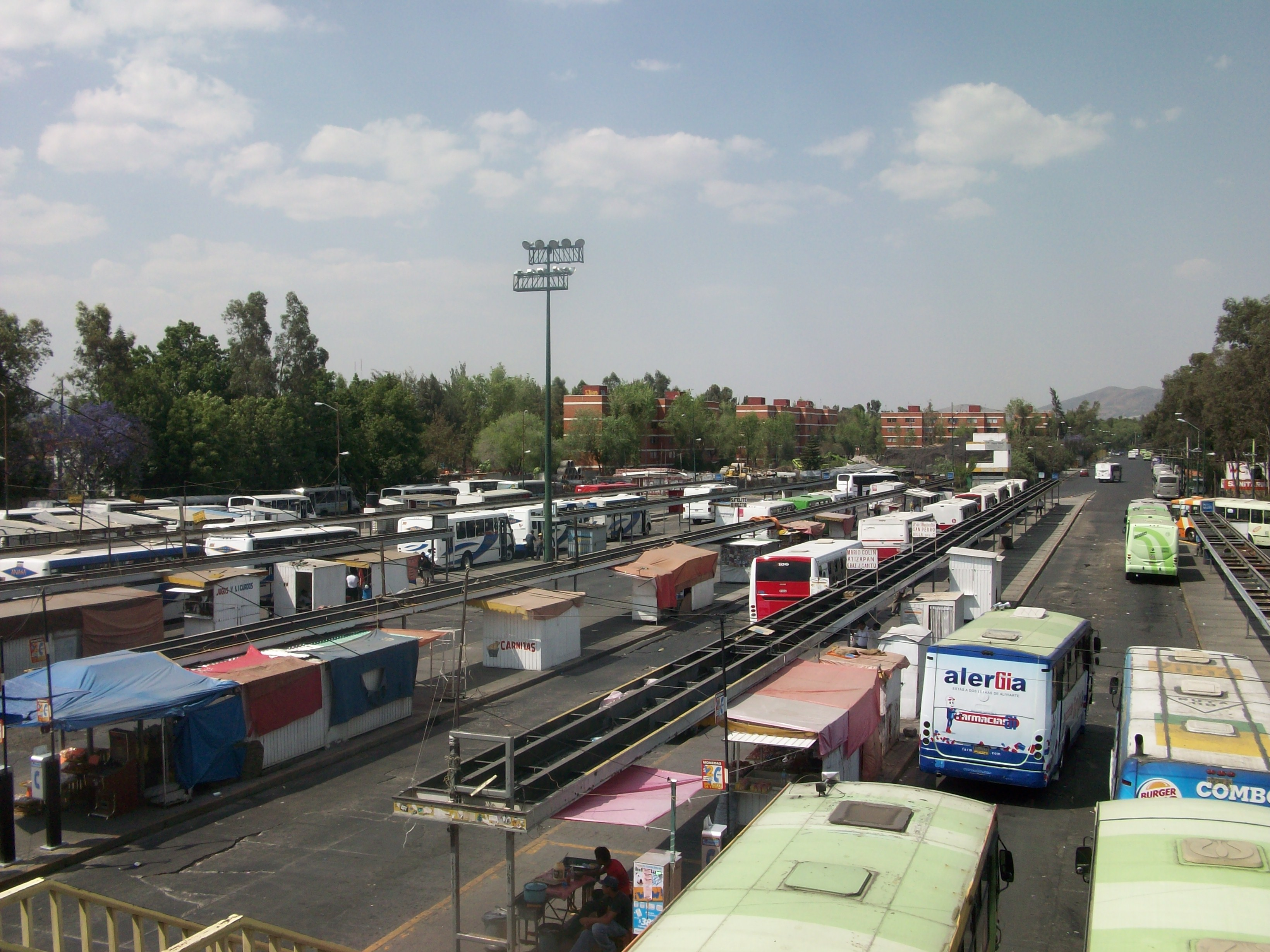
Estación de metro El Rosario.

En las comunicaciones y transportes, la alcaldía cuenta con las dos vialidades de acceso controlado: Circuito Interior y la avenida Aquiles Serdán; 14 vialidades primarias, como las avenidas y calzadas: Las Armas, Las Culturas; San Isidro, 5 de Mayo, Tezozómoc, Eje 5 Norte, El Rosario, Camarones, Heliópolis, Las Granjas, Cuitlahuac, Salónica, Eje 3 Norte y Vallejo.
Cuenta con dos líneas del Sistema de Transporte Colectivo Metro, que se enlazan en la estación El Rosario la línea 6, que corre a Martín Carrera, y la 7 que va hasta Barranca del Muerto.
La red de Metrobús abarca parte de esta demarcación política, la línea 3 conecta Tenayuca, Estado de México. con el eje 4 sur Xola y cruza Azcapotzalco desde la estación Othón de Mendizabál hasta la estación Hospital la Raza. La línea 6 del Metrobús corre la alcaldía por el Eje 5 Norte desde Villa de Aragón

##### Estaciones de Metro en la demarcación
| Estación                        | Línea |
| ------------------------------- | ----- |
| El Rosario                      |       |
| Tezozómoc                       |       |
| UAM-Azcapotzalco                |       |
| Ferrería/Arena Ciudad de México |       |
| Norte 45                        |       |
| Vallejo                         |       |
| Aquiles Serdán                  |       |
| Camarones                       |       |
| Refinería                       |       |

##### Trolebús
Por la alcaldía corren dos líneas de trolebuses controladas por el Servicio de Transportes Eléctricos de la Ciudad de México.
Las líneas de trolebús con las que cuenta la alcaldía son:
- Línea 4; Metro Boulevard Puerto Aéreo-Metro El Rosario.
- Línea 6; Metro Chapultepec-Metro El Rosario.

Existen también varias rutas de transporte local y foráneo que transportan a unos 60 000 usuarios rumbo al Estado de México y a la Ciudad de México.

## Metrobús
En el año 2016 se terminó de construir y se puso en operación la línea 6 del Metrobús color Rosa que abarca toda la zona del eje 5 norte Aragón - Metro Rosario, la cual cuenta con 37 estaciones, conexiones importantes tales como la Calzada Vallejo, Montevideo, Insurgentes Norte, la Villa entre otras. Conecta también con estaciones del metro, con otras líneas del mismo Metrobús, y microbuses en general. Las estaciones que recorre en esta alcaldía son:
| Estación           | Línea |
| ------------------ | ----- |
| La Patera          |       |
| Poniente 146       |       |
| Montevideo         |       |
| Poniente 134       |       |
| Poniente 128       |       |
| Coltongo           |       |
| Cuitlahuac         |       |
| Héroe de Nacozari  |       |
| Hospital La Raza   |       |
| Norte 45           |       |
| Norte 59           |       |
| Tecnoparque        |       |
| UAM Azcapotzalco   |       |
| F.F.C.C Nacionales |       |
| De las Culturas    |       |
| Bachilleres 1      |       |
| El Rosario         |       |

### Salud
En la salud, se cuenta con 8 hospitales importantes, de los cuales, 5 se localizan en el Centro Médico La Raza. Azcapotzalco también cuenta con clínicas dependientes de la Secretaría de Salud de la Ciudad de México.
Recientemente también fue inaugurado el Hospital general de zona No.48 Bicentenario San Pedro Xalpa del Instituto Mexicano del Seguro Social, el cual entre otros servicios cuenta con urgencias, especialidades y consulta externa.
Cuenta también con 2 hospitales muy importantes: La Divina Providencia y el Galo Soberón

### Seguridad pública
La seguridad pública está a cargo de la Secretaría de Seguridad Pública de la Ciudad de México. Existen 27 módulos de policía, que cuentan con 139 patrullas. Existe además un programa de protección civil, en caso de siniestro, contando con 14 refugios en los cuales se brindaría ayuda a la población damnificada.

### Servicios jurídicos
También se presta asesoría jurídica para obtención de pensiones alimenticias; intestados, testamentos, arrendamientos, y escrituración de propiedades; incluso se instauró la Mesa Única Contra Delitos Cometidos por Servidores Públicos, en el edificio delegacional.

## Economía

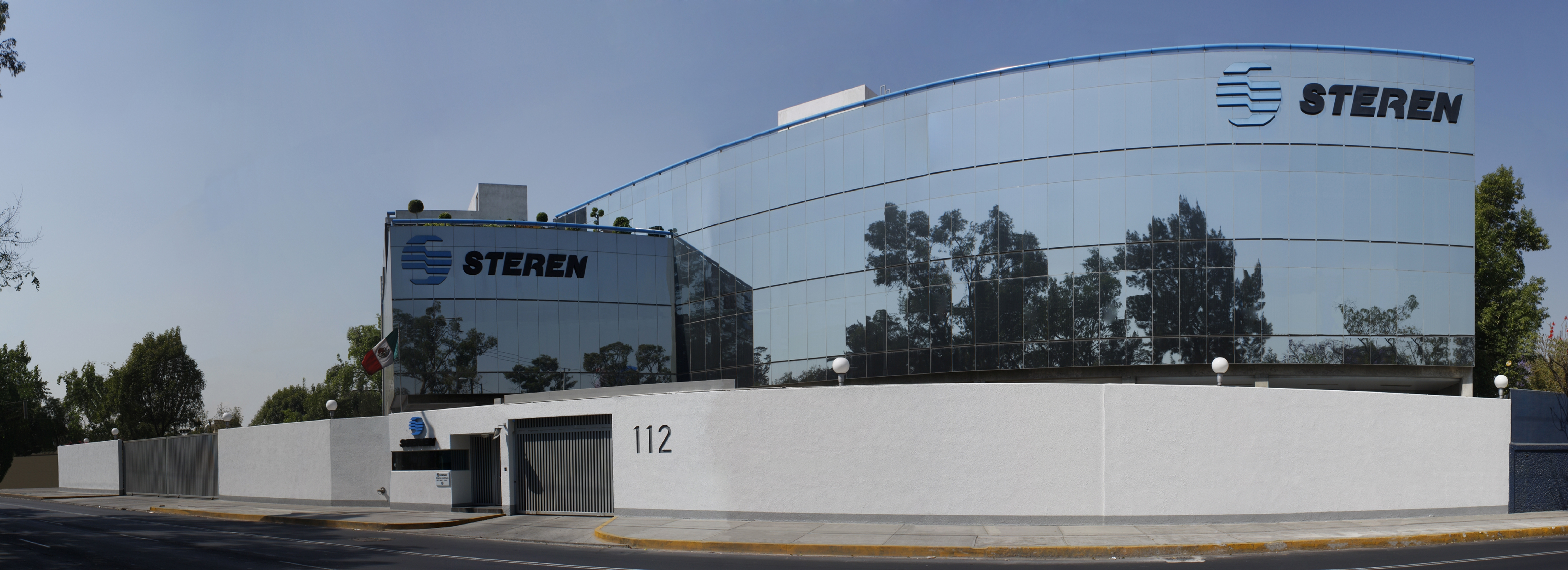
Central de Steren en Azcapotzalco

La población económicamente activa en la alcaldía hacia 1990, ascendía al grueso de la población, de la cual, 82 % era asalariada, el 14 % trabajadores independientes y el 2 %, patrones y empleados; mucha de la población se encuentra empleada en la rama industrial, laborando en las 1,980 empresas que se encuentran en la alcaldía.

### Comercio

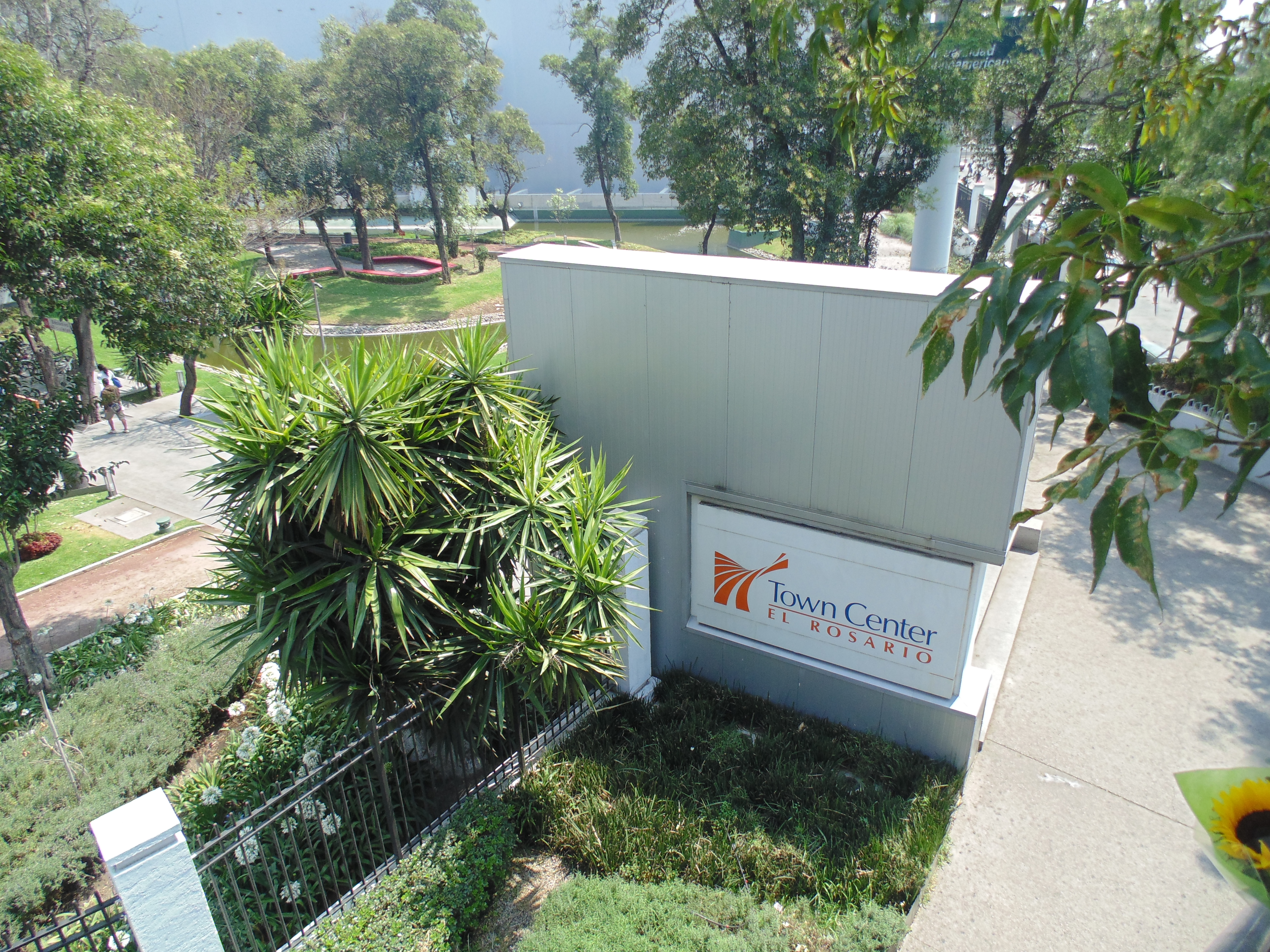
Town Center, El Rosario.

Azcapotzalco cuenta con 19 mercados importantes, que abastecen de diversos productos alimenticios y domésticos a la población, así como 2 mercados sobre ruedas y 45 tianguis.

## Deporte

### Entidades deportivas

#### Fútbol
Entre las actividades deportivas más desarrolladas en la alcaldía se encuentra el fútbol; cuenta con diferentes ligas dentro de la  alcaldía, las cuales hacen que el deporte sea más cotidiano y visto de mejor manera, entre los equipos más importantes está el Decadentes como el equipo más importante de Azcapotzalco

### Instalaciones deportivas
Actualmente cuenta con nueve centros deportivos; Deportivo Xochinahuac, Deportivo San Juan Tlihuaca, Deportivo Renovación Nacional, Deportivo Ceylán, Deportivo 20 de noviembre "La rosita", Deportivo Victoria de las Democracias, Alameda Norte, Deportivo (Reynosa) Azcapotzalco, y la cancha de fútbol Los olvidados en la esquina de 22 de febrero y calle Trébol.

## Patrimonio
Debido a su antigüedad como población, en la demarcación se encuentran sitios históricos para visitar, entre los cuales se cuentan la Casa de la Cultura, la Calzada Azcapotzalco, el Jardín Hidalgo y la Parroquia y Convento de los Santos Apóstoles Felipe y Santiago; las diversas capillas de los barrios de Azcapotzalco; la Biblioteca Fray Bartolomé de las Casas; el barrio de San Juan Tlilhuaca; el parque Tezozómoc; los murales de Rivera y Siqueiros en el centro Médico La Raza.

### Catedral y Convento de los Santos Apóstoles Felipe y Santiago

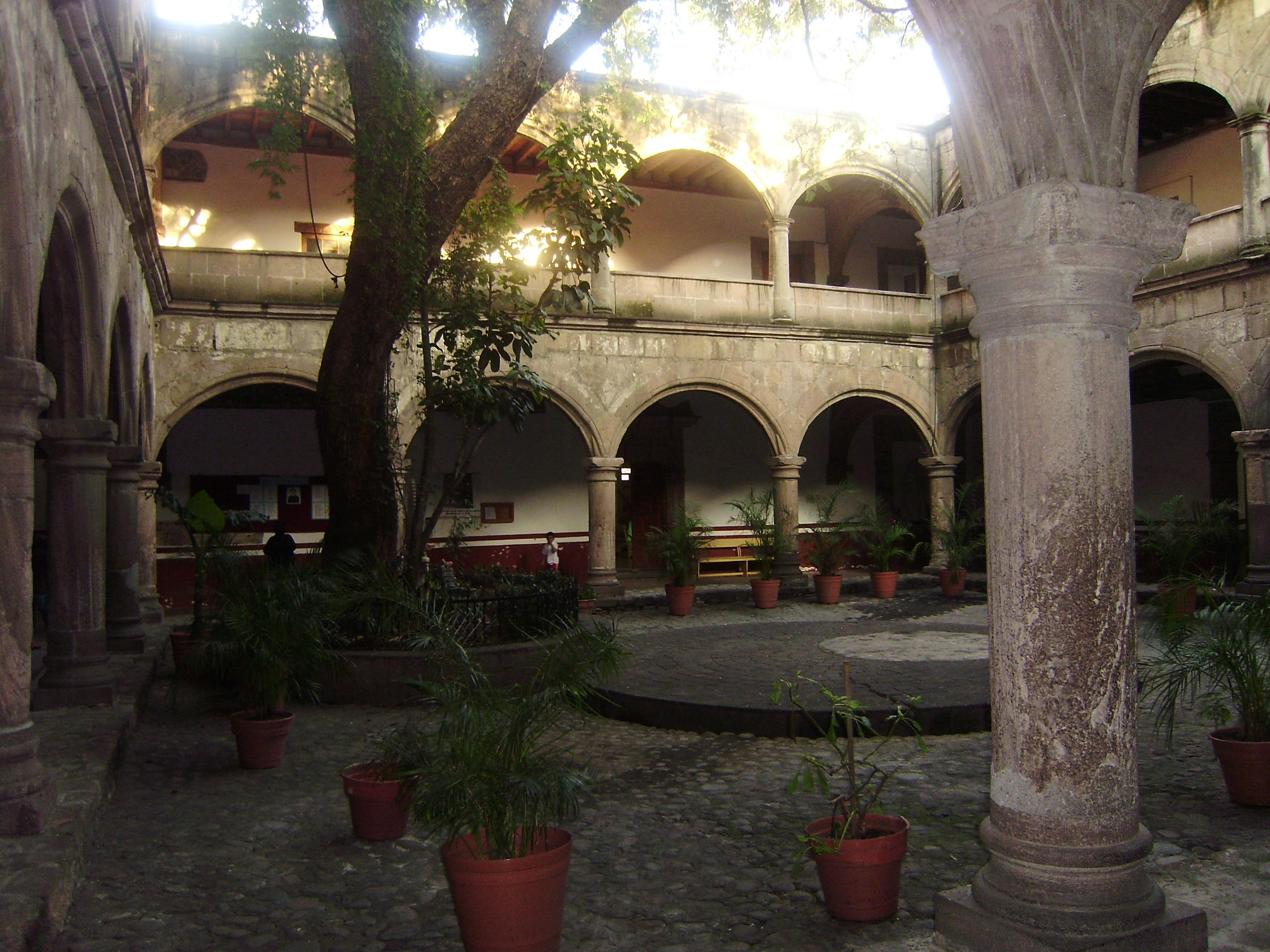
Claustro del exconvento de la parroquia de los apóstoles Felipe y Santiago en Azcapotzalco

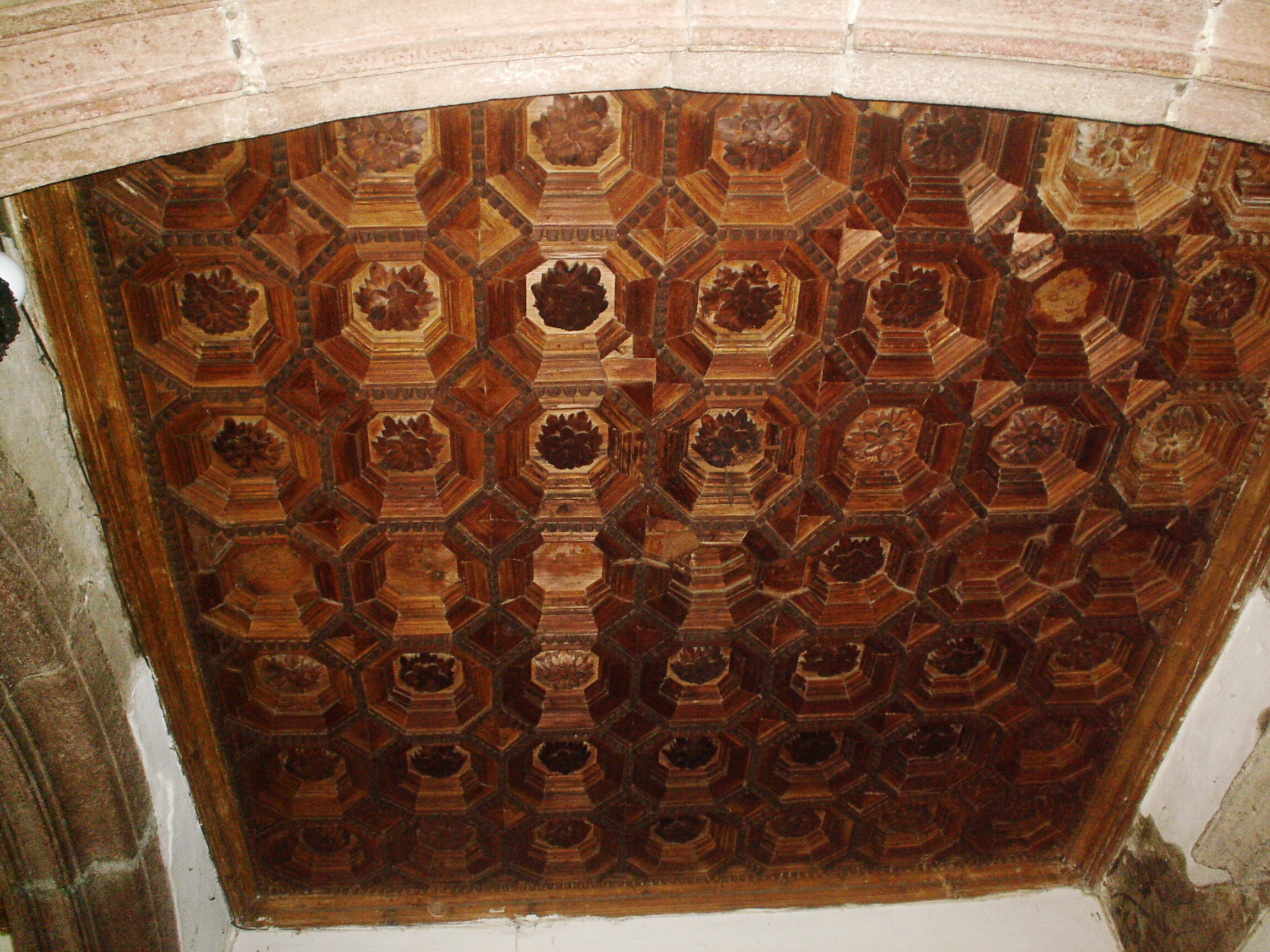
El artesonado en las esquinas del claustro bajo del exconvento.

Su construcción data de 1565 con la participación relevante del dominico Fray Lorenzo de la Asunción, al establecerse un templo en el antiguo altépetl tepaneca. Su nave es de cañón corrido, y la decoración de su interior es de estilo neoclásico. En su atrio ocurrió la Batalla de Azcapotzalco en 1821, la última acción de armas de la Independencia de México, en donde Anastasio Bustamante y Nicolás Acosta ganan la batalla final de Independencia ante los realistas de Azcapotzalco. El 28 de septiembre de 2019 se creó la diócesis de Azcapotzalco por orden del  Papa Francisco, por lo que le fue asignado un Obispo y su parroquia fue elevada a la categoría de Catedral.
El antiguo claustro de esta construcción exhibe restos de pintura mural tequitqui, su arquería es sencilla y soportada por columnas de estilo dórico; destaca en el claustro bajo la decoración con casetones en los corredores y es de especial mención el artesonado en las esquinas de este; un trabajo realmente impresionante que aún puede apreciarse siendo junto con el de la sacristía del Hospital de Jesús los dos únicos ejemplos de artesonado colonial en el Distrito Federal.
En el patio de la casa de la cultura de Azcapotzalco, se puede apreciar la estatua de Don Regino Tornel, fundador de la llantera Tornel que encuentra su asiento en esta alcaldía, personaje que se encuentra en el salón mundial del caucho, por sus aportaciones a la técnica de vulcanizado.

#### Capilla del Rosario

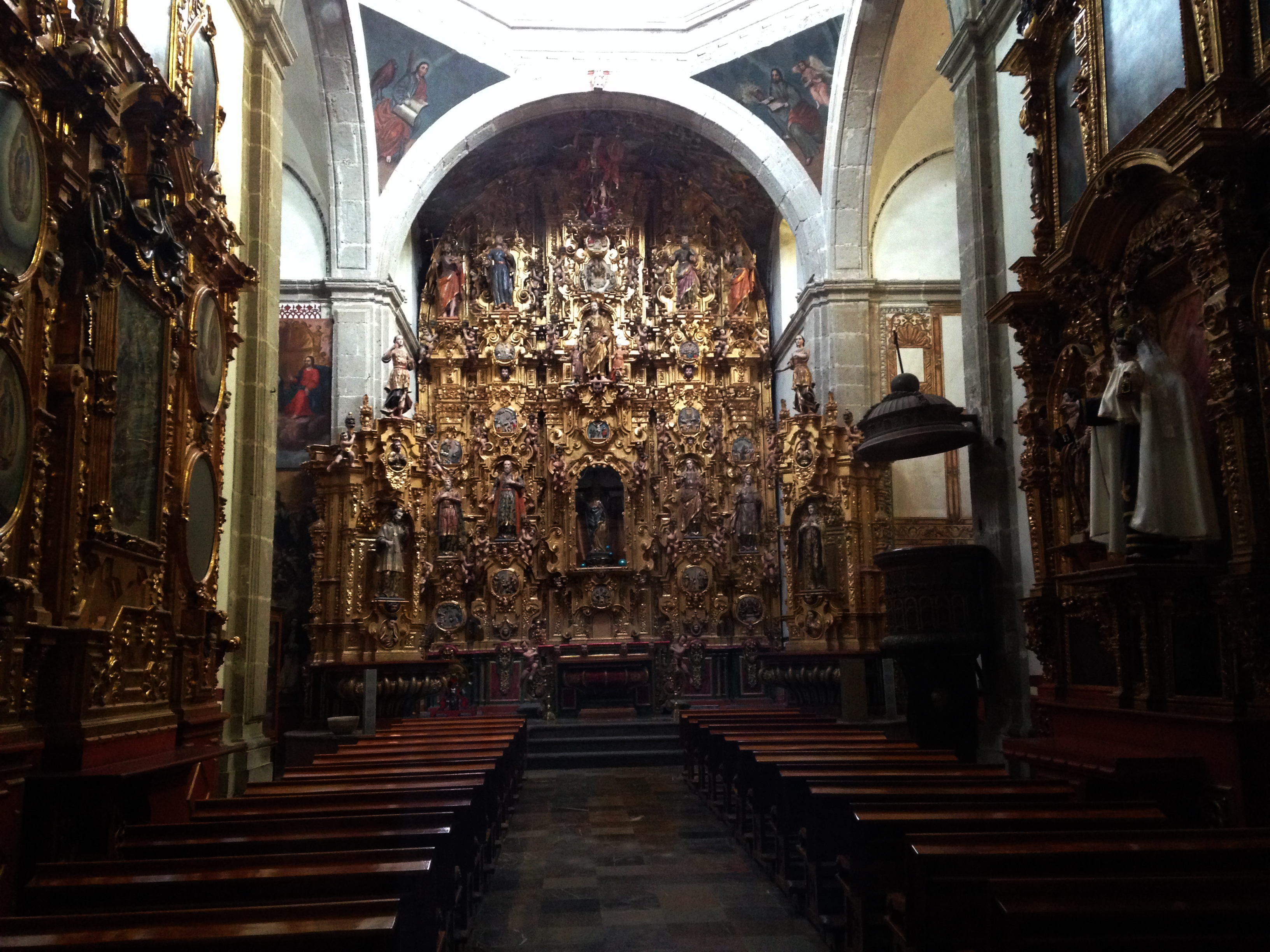
Capilla del Rosario.

La iglesia conserva en su interior la Capilla del Rosario, el primer ejemplo del barroco denominado por Jorge Alberto Manrique, neóstilo, el cual sería la última etapa entre este estilo y el siguiente en estar en boga, el neoclásico. Este mismo autor hermana la capilla en maestría con las capillas del Rosario en Oaxaca y Puebla. Conserva en su interior, además de la riqueza ornamental de los retablos, una rica obra pictórica a cargo del pintor novohispano Juan Correa.
El retablo mayor de la capilla está dedicado a la imagen de la Virgen del Rosario y fue hecho entre 1770 y 1779, a diferencia del resto de los presentes en la misma capilla. Dicho retablo se caracteriza por no contar con elementos arquitectónicos en si como columnas o pilastras, sino todo tiene una función esencialmente decorativa. A los lados de la escultura de la virgen están otras representando a sus padres San Joaquín y Santa Ana, y a sus costados San Zacarías y Santa Isabel. Aparecen en el piso superior San José con el Niño Jesús tomado de la mano, y a los costados San Pedro, San Pablo, San Juan y San Juan Evangelista. Remata la escena una escultura de San Miguel Arcángel con un estandarte de la Virgen de Guadalupe, hecho con el fin de destacar la identidad local mariana. En todo el retablo hay relieves que representan los misterios del Rosario. Tiene a los costados, finalmente, dos capillas hornacinas laterales profundamente decoradas con tallas de San Juan Nepomuceno y Santa Gertrudis.
El más antiguo de los retablos de la capilla es el de Santa Ana, ubicado en el brazo derecho del crucero y que data de 1681, y cuenta con ejemplos tempranos de la obra de Juan Correa.

### Jardín Hidalgo
Ubicado frente a la Casa de la Cultura y el atrio de la parroquia y convento de los Santos Apóstoles Felipe y Santiago. El sitio que ocupa fue un gran centro comercial de los tepaneca que sería a la postre reubicado en México-Tlatelolco luego de la caída de dicho altépetl a manos de la Triple Alianza, y en este sitio sería establecido un mercado de esclavos traído de Cuautitlán.

### Biblioteca Fray Bartolomé de las Casas
En su interior se encuentra el mural Paisaje de Azcapotzalco de Juan O'Gorman, pintado por el artista en 1931, por encargo de José Vasconcelos y con la colaboración de Julio Castellanos y Hermilo Jiménez. Tiene una superficie de 48 metros cuadrados y hacia 1954 el artista realizó una primera restauración por filtraciones de agua del edificio contiguo y su autor lo declaró perdido en la década de los setenta.
En la obra, hecha al temple e influenciada por el muralismo mexicano, se aprecia la transformación del entorno agrícola de Azcapotzalco hacia uno más urbano. A la par de grandes extensiones de tierra el autor plasmó edificios fabriles, la incipiente Refinería de Azcapotzalco y el tranvía que aún circulaba por el lugar. Fue restaurado en el año 2000 por el Instituto Nacional de Bellas Artes.

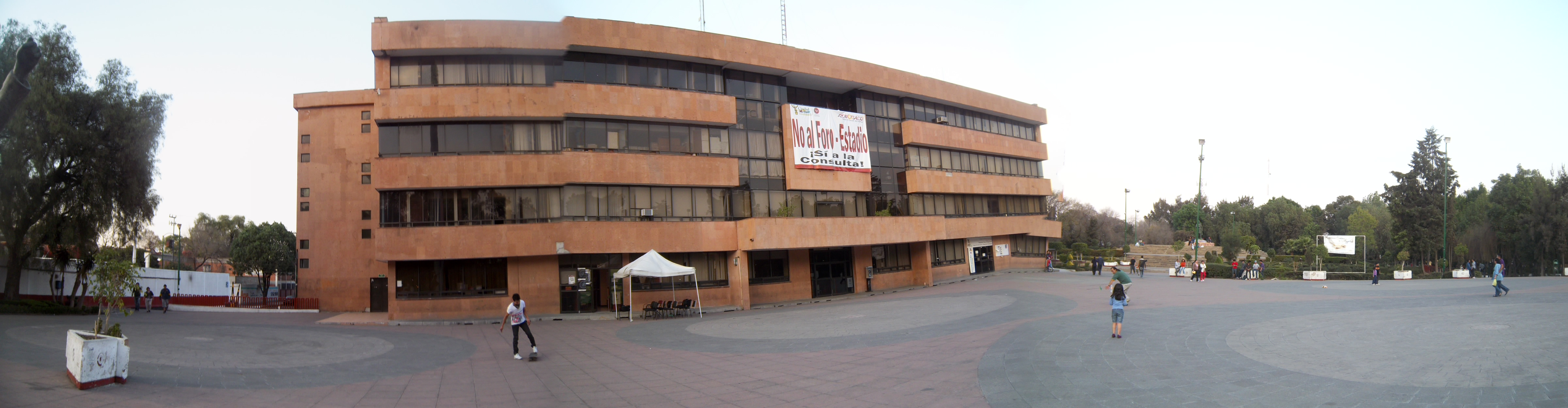
Plaza Cívica Fernando Montes de Oca, en la cabecera delegacional. Al centro, el edificio delegacional.

### Escuelas funcionalistas
Por encargo de la Secretaría de Educación Pública, en esta demarcación el arquitecto Juan O'Gorman construyó escuelas primarias en las colonias Pro-hogar (1932) y Tlatilco (década de los 40), bajo los principios de la arquitectura funcionalista.

## Hermanamientos
La ciudad de Azcapotzalco está hermanada con las siguientes ciudades del mundo:
- El Cerro, Cuba (2000)[30]
- Xicheng, China (2013)[31][32][33]